# Henry Russell
Vous lisez un « bon article » labellisé en 2023.
Pour les articles homonymes, voir Russell.
Henry-Patrice-Marie Russell-Killough, couramment abrégé Henry Russell, né le 14 février 1834 à Toulouse (Haute-Garonne) et mort le 5 février 1909 à Biarritz (Basses-Pyrénées), est un pyrénéiste et écrivain franco-britannique. Membre fondateur de la société Ramond, infatigable voyageur, il est un des pionniers de la conquête des Pyrénées et compte de nombreuses ascensions à travers la chaîne dont une trentaine de premières entre 1858 et 1885.
Né d'un père irlandais, réfugié catholique en France, fuyant les persécutions britanniques, et d'une mère issue de l'aristocratie gasconne, Henry Russell vit auprès de ses parents une enfance heureuse et marquée par de nombreux déménagements. Il découvre la montagne à l'âge de six ans lors d'une excursion à Cauterets et, dans sa jeunesse, il effectue déjà de longues marches avec sa mère ou ses frères. Après des études en France aux collèges de Pons et de Pontlevoy, puis en Irlande au Clongowes Wood College, il entreprend plusieurs voyages à travers le monde, parcourant notamment l'Amérique du Nord, la Russie, la Chine, l'Australie, la Nouvelle-Zélande et l'Inde, des aventures dont il relate les nombreux rebondissements dans deux ouvrages publiés en 1858 et 1864.
Pendant l'été 1858, Henry Russell gravit plusieurs sommets pyrénéens et réalise notamment la première ascension du pic d'Ardiden. À partir de 1861, il se consacre exclusivement aux Pyrénées, multipliant les courses en montagne pendant l'été tandis qu'il réside à Pau et Biarritz le reste de l'année. Il devient une figure du pyrénéisme et ses écrits inspirent toute une génération de montagnards. Il se lie d'amitié avec de nombreux amoureux de la montagne comme lui, à l'image de Charles Packe, Franz Schrader, Henri Brulle ou Bertrand de Lassus. Doté de capacités physiques exceptionnelles, Henry Russell peut endurer de longs efforts et marcher pendant plusieurs heures, parfois dans des conditions extrêmes, muni de son bâton ferré. Il éprouve un certain plaisir à passer la nuit sur le sommet qu'il vient de gravir, s'abritant du froid dans le sac en peau d'agneau qu'il se fait coudre pour résister aux températures négatives.
Au début des années 1880, il manifeste le désir de se fixer sur une montagne et fait creuser sept grottes sur les flancs du Vignemale entre 1881 et 1893, l'une d'elles étant située juste sous le sommet de la pique Longue. En 1889, il obtient la concession du massif pour une durée de 99 ans, contre le paiement annuel d'un franc symbolique. Dans ses grottes, Henry Russell reçoit de nombreux visiteurs qui vantent le raffinement et la qualité de son accueil. Amateur des plaisirs mondains quand il réside à Pau, il apporte un certain luxe à la préparation des repas qui contraste avec le confort rudimentaire de ses grottes. Personnage excentrique, rêveur et contemplatif, il incarne un pyrénéisme romantique et se montre critique à l'égard du pyrénéisme sportif qui tend à sa développer à la fin du XIXe siècle sous l'impulsion de jeunes montagnards et du Club alpin français.
Après un dernier séjour au Vignemale en 1904, Henry Russell publie quatre ans plus tard une nouvelle version de son œuvre majeure, Souvenirs d'un montagnard, ouvrage qui mêle des réflexions pratiques et philosophiques sur la montagne au récit de ses nombreuses ascensions. Son image et son souvenir sont encore très présents dans les Pyrénées, où deux statues à son effigie sont érigées à Gavarnie et au château fort de Lourdes, tandis que plusieurs villes de la chaîne ou du piémont lui ont dédié une rue. De même, le pic Russell, un sommet du massif de la Maladeta qui culmine à 3 206 mètres d'altitude, est nommé en son honneur.

## Biographie

### Naissance et origines familiales

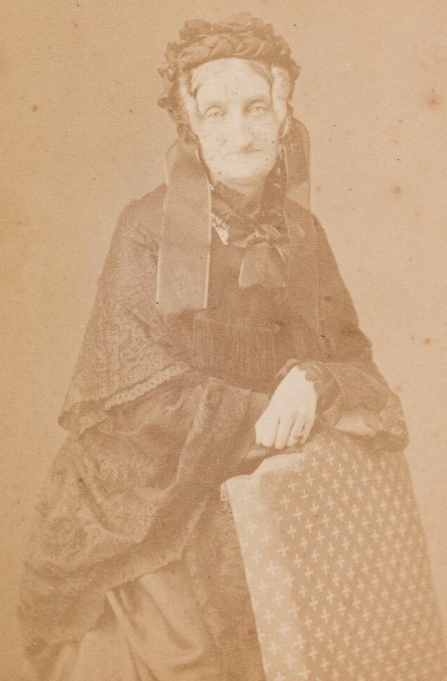
Marie-Ferdinande de Grossoles en 1892.

Henry-Patrice-Marie Russell-Killough naît le 14 février 1834 dans un appartement de la rue du Cheval-Blanc, dans le centre de Toulouse. Il est le premier enfant de Thomas-John Russell et de sa seconde épouse, Marie-Ferdinande de Grossolles-Flamarens,.
Né à Drogheda (Irlande) le 28 décembre 1798, Thomas-John Russell, 25e baron de Killough, est le fils de Patrick-Henry Russell, descendant en ligne directe de Robert de Rosel, compagnon de Guillaume le Conquérant à la bataille d'Hastings en 1066, et de Marie-Thérèse de Mac Mahon. La famille, fervente catholique, ayant toujours refusé de se convertir au protestantisme, les terres des Russell-Killough, principalement situées dans le comté de Down en Ulster, sont peu à peu confisquées par le pouvoir britannique en place. Sollicité par son oncle James de Mac-Mahon, Thomas-John Russell quitte l'Irlande et s'installe en France, à Toulouse, en 1820.
Marie-Ferdinande de Grossolles-Flamarens, née le 9 octobre 1808 à Münster, en Westphalie, où ses parents ont émigré pendant la Révolution française, est issue de deux grandes familles nobles du sud-ouest de la France : son père Caprais de Grossolles-Flamarens est député du Gers sous la Restauration, tandis que sa mère, Christine de Riquet de Caraman, est l'une des héritières de Pierre-Paul Riquet, entrepreneur et concepteur du canal du Midi. Une part des prébendes de la Compagnie du canal du Midi constitue d'ailleurs l'essentiel de la dot de Marie-Ferdinande, ce qui assure au couple Russell-Killough une situation financière très convenable et lui permet d'évoluer au sein de la bonne société toulousaine.
La reconnaissance de son rang est une obsession pour Thomas-John Russell, dont le titre de baron demeure purement honorifique à la naissance de Henry. Dès lors, il multiplie les démarches et finit par obtenir, pour lui-même et ses descendants mâles, le titre de comte romain, accordé par un bref du pape Pie IX daté du 7 novembre 1862. Comme Thomas-John, deux de ses frères quittent l'Irlande, le premier, William, servant comme officier de cavalerie pour le compte de l'empereur d'Autriche, le deuxième, Edward, participant à la conquête de l'Algérie par la France au sein d'un régiment de spahis. Son dernier frère, également prénommé Henry, fait le choix de rester en Irlande pour défendre les intérêts de sa famille et mène une carrière d'avocat au barreau de Dublin. Mort sans postérité en 1873, il fait de son neveu, filleul et homonyme, Henry Russell, le légataire universel de ses biens.

### Jeunes années (1834-1856)

#### Déménagements successifs

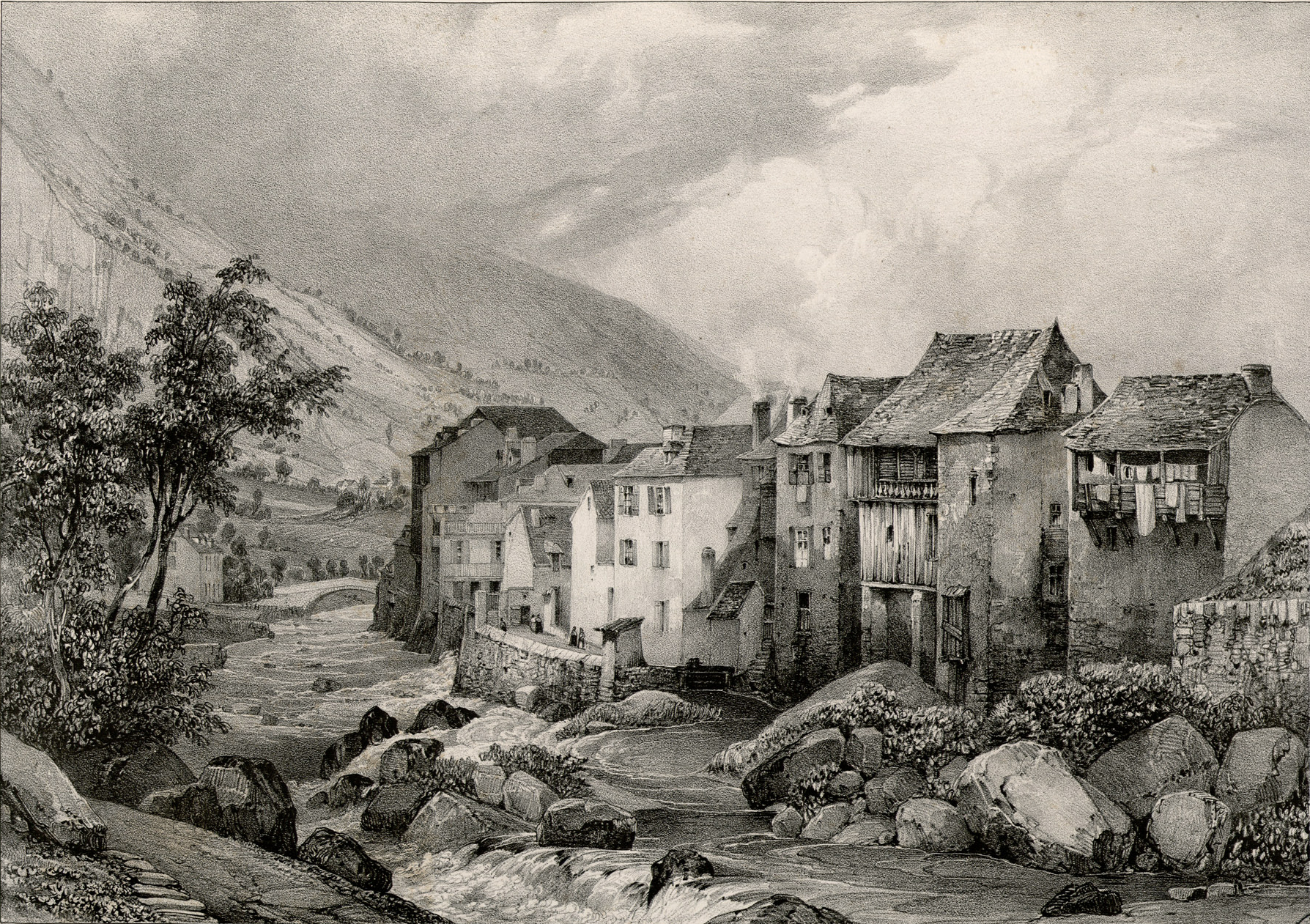
Cauterets avant 1850.

Après la naissance d'Henry, les époux Russell-Killough s'installent à Vernon, dans l'Eure, où vit le frère aîné de Marie-Ferdinande, Emmanuel de Grossoles-Flamarens. Très vite, la famille s'agrandit avec la naissance d'un deuxième fils, Frank, le 1er avril 1836, puis d'une fille, Christine, le 8 septembre 1837. Très impliqués dans l'éducation de leurs enfants, les époux Russell-Killough leur inculquent des valeurs chrétiennes et morales fortes, et c'est avec sa mère que Henry apprend à lire et à écrire, malgré la présence d'un précepteur. Il découvre la montagne à l'été 1840, à l'âge de six ans. En villégiature à Cauterets, station thermale cossue des Hautes-Pyrénées, Henry et ses parents quittent à pied le village pour rejoindre le pont d'Espagne puis les rives du lac de Gaube.

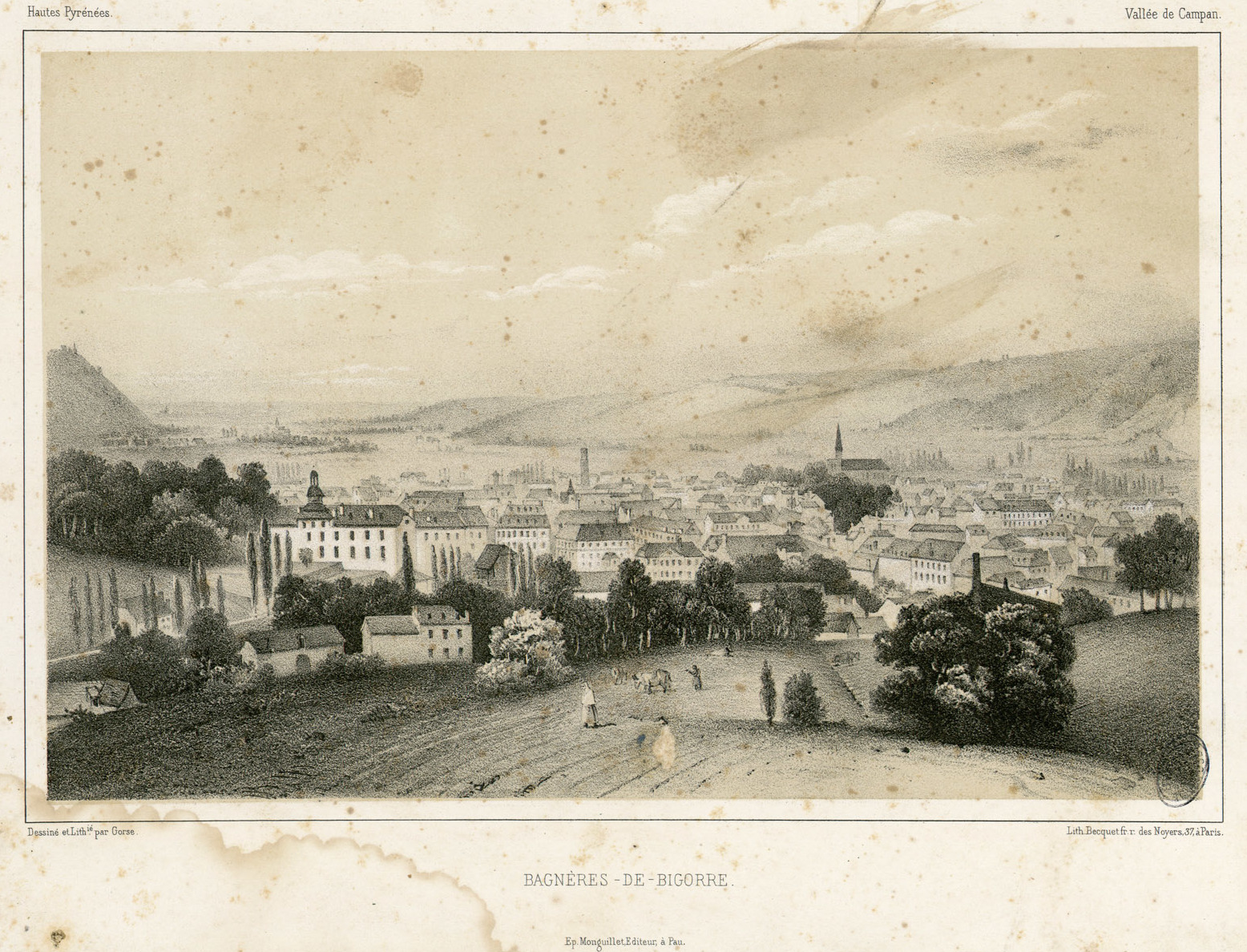
Bagnères-de-Bigorre au milieu du XIXe siècle.

Au début de l'année 1841, les Russell-Killough s'installent provisoirement à Paris, où réside l'autre frère de Marie-Ferdinande, Jules Agésilas de Grossoles-Flamarens. C'est là que naît, le 12 février, leur quatrième et dernier enfant, prénommé Ferdinand. L'été suivant, la famille entreprend un voyage entre la Suisse et l'Italie, puis se rend à Pau chez des cousins de Marie-Ferdinande. Séduits par l'atmosphère chaleureuse de la ville, et par la présence de nombreuses familles britanniques ou irlandaises, les Russell-Killough s'y installent. En 1844, ils s'établissent à Bagnères-de-Bigorre, louant une maison au no 24 de la rue des Pyrénées. C'est là qu'Henry et Frank, accompagnés de leur mère, entreprennent leurs premières randonnées en montagne, à travers les vallées de Campan et de Lesponne, gravissant des sommets comme le Hount Blanque, le Casque du Lhéris ou le Montaigu.

#### Études en France puis en Irlande

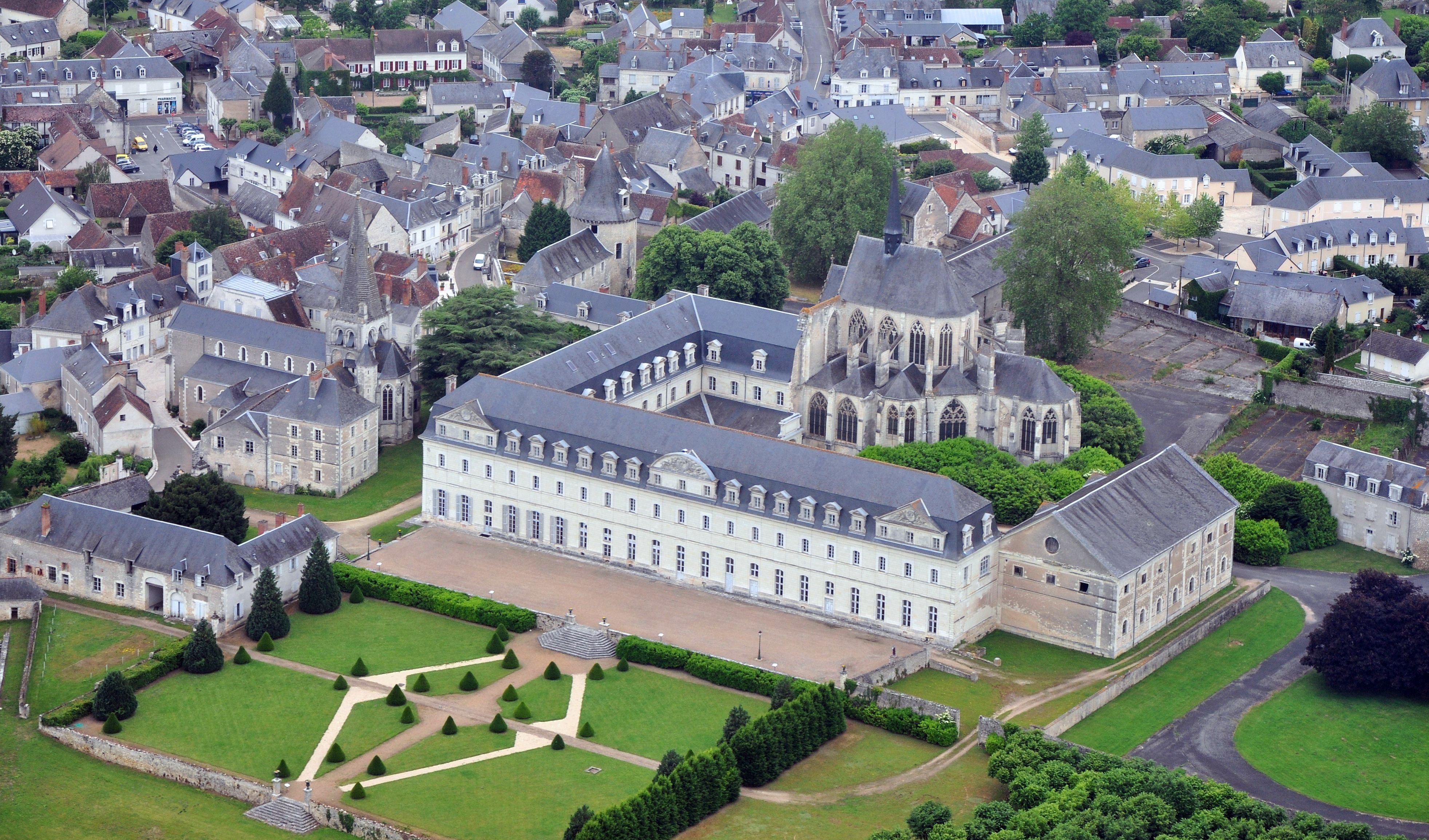
L'abbaye de Pontlevoy où les frères Russell sont élèves de 1847 à 1849.

Les époux Russell-Killough souhaitant compléter l'instruction de leurs fils, ils les envoient en pension au collège Notre-Dame-de-Recouvrance de Pons, en Charente-Maritime, à la fin du mois d'août 1844. Âgé de dix ans, Henry entre en classe de septième, tandis que Frank étudie en classe de neuvième. Les deux frères passent trois années dans cet établissement renommé tenu par des cordeliers, ne rentrant à Bagnères-de-Bigorre que pour les vacances d'été. Les deux premières années, Henry obtient de très bons résultats scolaires et se distingue par plusieurs prix d'excellence, notamment en latin et en orthographe, mais à l'issue de sa troisième année, ses résultats témoignent d'un certain relâchement. Inquiets, ses parents décident de le changer d'établissement. En 1847, Henry et Frank sont envoyés au collège de l'abbaye de Pontlevoy, dans le Loir-et-Cher. Dotée d'une excellente réputation, cette institution propose un enseignement proche de celui qu'on peut trouver dans les collèges anglais à cette époque, dispensant en plus des humanités des cours de sport, d'art dramatique, d'arts plastiques, de musique et de langues étrangères. Henry y obtient de bons résultats scolaires et découvre, avec succès, la pratique du violoncelle.
Chaque été, Henry Russell sillonne les Pyrénées en compagnie de sa mère, avec qui il entretient une forte complicité. Grande marcheuse, Marie-Ferdinande partage avec son fils son goût pour les longues randonnées en montagne. Durant l'été 1851, à l'occasion d'un séjour en famille à Luchon, tous deux partent à pied pour Gavarnie qu'ils rejoignent en plusieurs étapes, par Aragnouet et le port de Campbieil.

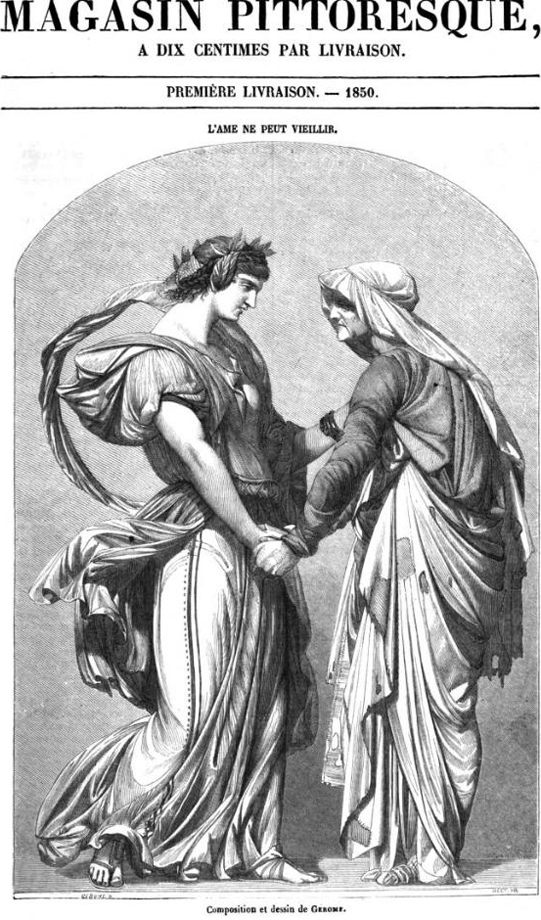
Couverture d'un numéro du Magasin pittoresque en 1850.

Henry et Frank quittent Pontlevoy en 1849 et poursuivent leurs études auprès d'un précepteur à Pau, où leurs parents sont revenus s'installer l'année précédente, louant une maison de la rue du Collège. Chez les Russell-Killough, la lecture tient une place importante : chaque soir, Thomas-John lit à haute voix un passage du Voyage pittoresque autour du monde, publié en deux tomes sous la direction de Jules Dumont d'Urville en 1846. La famille est également abonnée au Magasin pittoresque, dans lequel Henry découvre des récits de voyage qui exaltent son imagination.

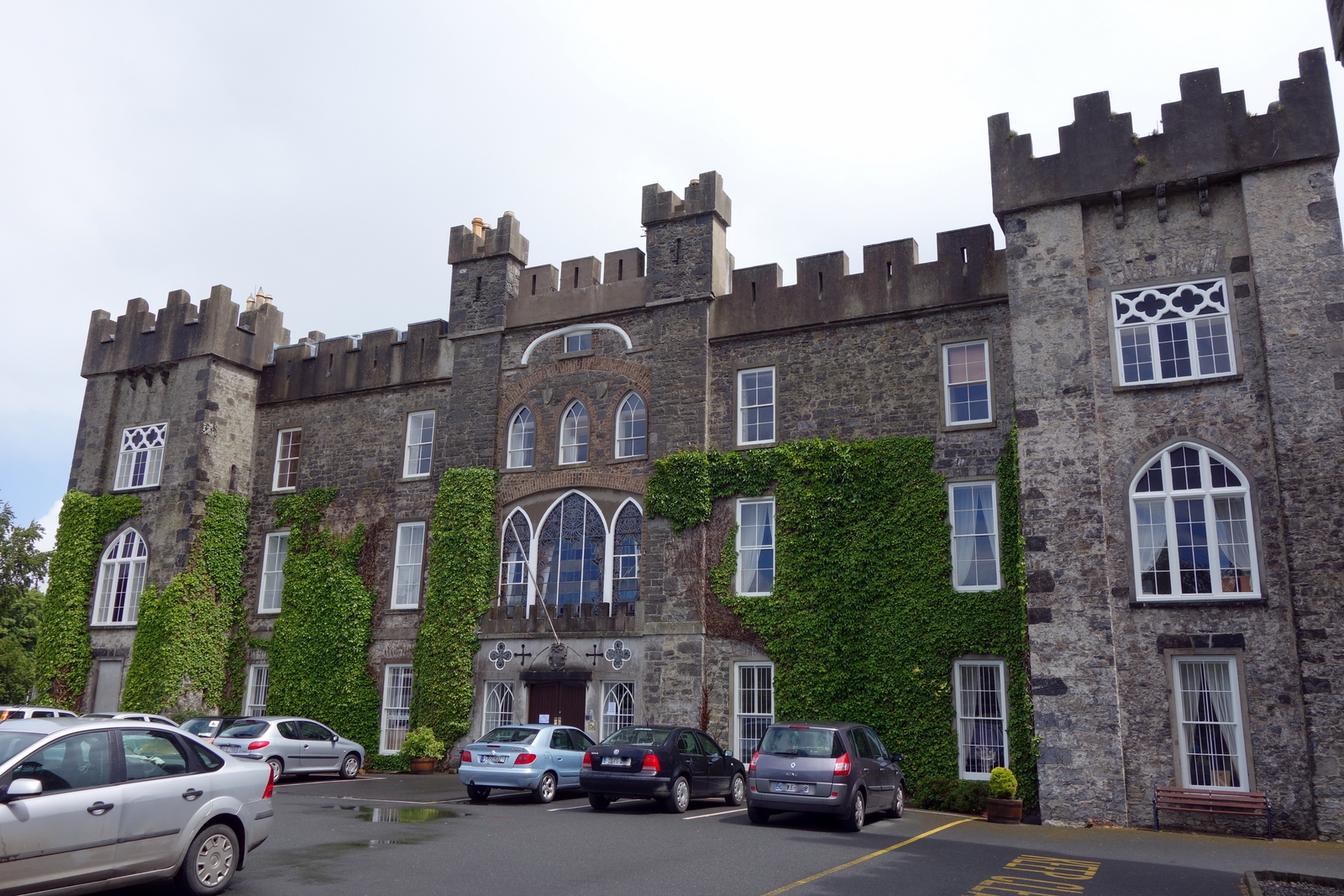
Le Clongowes Wood College.

Au cours de l'été 1851, la famille s'établit en Irlande, à Dublin, les parents souhaitant que leurs enfants bénéficient d'une double éducation française et britannique. Henry et Frank sont alors inscrits au Clongowes Wood College, un établissement tenu par des jésuites et que leur père avait fréquenté dans sa jeunesse. Henry Russell y poursuit des études de philosophie jusqu'en août 1852, avant de s'inscrire au cours de chimie du prestigieux University College Dublin. Peu inspiré par cette formation scientifique poussée, Henry l'abandonne au bout d'une année. Sans situation, il mène alors une vie mondaine et contemplative à Dublin, sous la protection de ses parents. Bien que résidant dans la capitale, la famille passe ses étés en bord de mer, sur la côte occidentale de l'île, louant des maisons à Kilkee ou à Bantry. Les paysages tourmentés de l'ouest de l'Irlande et son climat tumultueux flattent l'esprit romantique de Henry qui, bercé par les lectures de Victor Hugo et François-René de Chateaubriand, passe ses journées à contempler la nature : « La poésie de la désolation avait pour moi un charme inouï. J'aimais les côtes stériles et tourmentées de la baie de Bantry, ses ciels sauvages et les falaises épouvantables tombant à pic de 600 mètres du haut de l'île d'Achill. […] Quel vent y soufflait toujours ! Mais plus le temps était affreux, plus j'en jouissais, et mon plus grand bonheur était d'aller braver la rage des éléments, tout seul et sans abri, sur des caps déchirés par les vagues, les rafales et la pluie ».

#### Retour en France
En 1855, après quatre années en Irlande, Frank Russell s'inscrit à la faculté de droit de Paris. Henry l'accompagne et emménage avec lui dans une pension de famille tenue par une congrégation catholique au no 49 de la rue Bonaparte. L'année suivante, Henry Russell, désormais majeur, obtient la nationalité française au nom du droit du sol. Tiré au sort pour effectuer son service militaire, il échappe à la conscription en payant un remplaçant grâce à l'argent de son père, conformément aux principes de la loi Gouvion-Saint-Cyr.
Ayant acquis la nationalité française trop tardivement, il ne peut préparer à temps le concours d'entrée à l'École navale et doit renoncer à son ambition d'intégrer la Marine royale. Pour autant, la vie parisienne lui apporte peu de satisfaction et son désir de voyager à travers le monde est de plus en plus fort : « déjà fatigué de l'Europe » comme il le dit lui-même, Henry Russell intègre la marine marchande et s'embarque comme  pilotin à bord du Brave Lourmel, un clipper à destination de l'Amérique du Sud, au début du mois de mai 1856.

### Voyages à travers le monde (1856-1861)

#### Expéditions américaines (1856-1857)

##### L'Amérique du Sud
Parti du port du Havre le 3 mai 1856, et après une escale au Cap-Vert, le Brave Lourmel débarque à Callao, au Pérou, le 10 août. Le travail de pilotin laisse peu de répit à Henry Russell qui exploite son maigre temps libre en montant en haut des mâts pour s'adonner à la lecture ou à la rêverie. Surtout, le caractère du jeune homme s'accommode peu de la discipline imposée par le capitaine du navire. Profitant de l'escale péruvienne, Henry Russell, muni de lettres de recommandation signées par son oncle le sénateur Jules de Grossolles-Flamarens avant son départ, sollicite l'aide du consul de France et parvient à se libérer de son engagement.
Attendant de trouver une place sur un bateau pour rentrer en Europe en qualité de simple voyageur, Henry Russell visite Lima et ses environs pour s'imprégner de la culture de ses habitants. Il embarque finalement le 7 septembre. Le navire ayant subi une avarie pendant la traversée, il doit faire escale à Pernambouc deux mois plus tard, l'occasion pour Henry de descendre à terre et d'explorer la ville, charmé par la végétation luxuriante qui l'entoure. Le bateau accoste finalement au Havre le 13 janvier 1857. Henry Russell rejoint pour quelques semaines sa famille à Dublin, avant de retrouver Frank à Paris.

##### L'Amérique du Nord

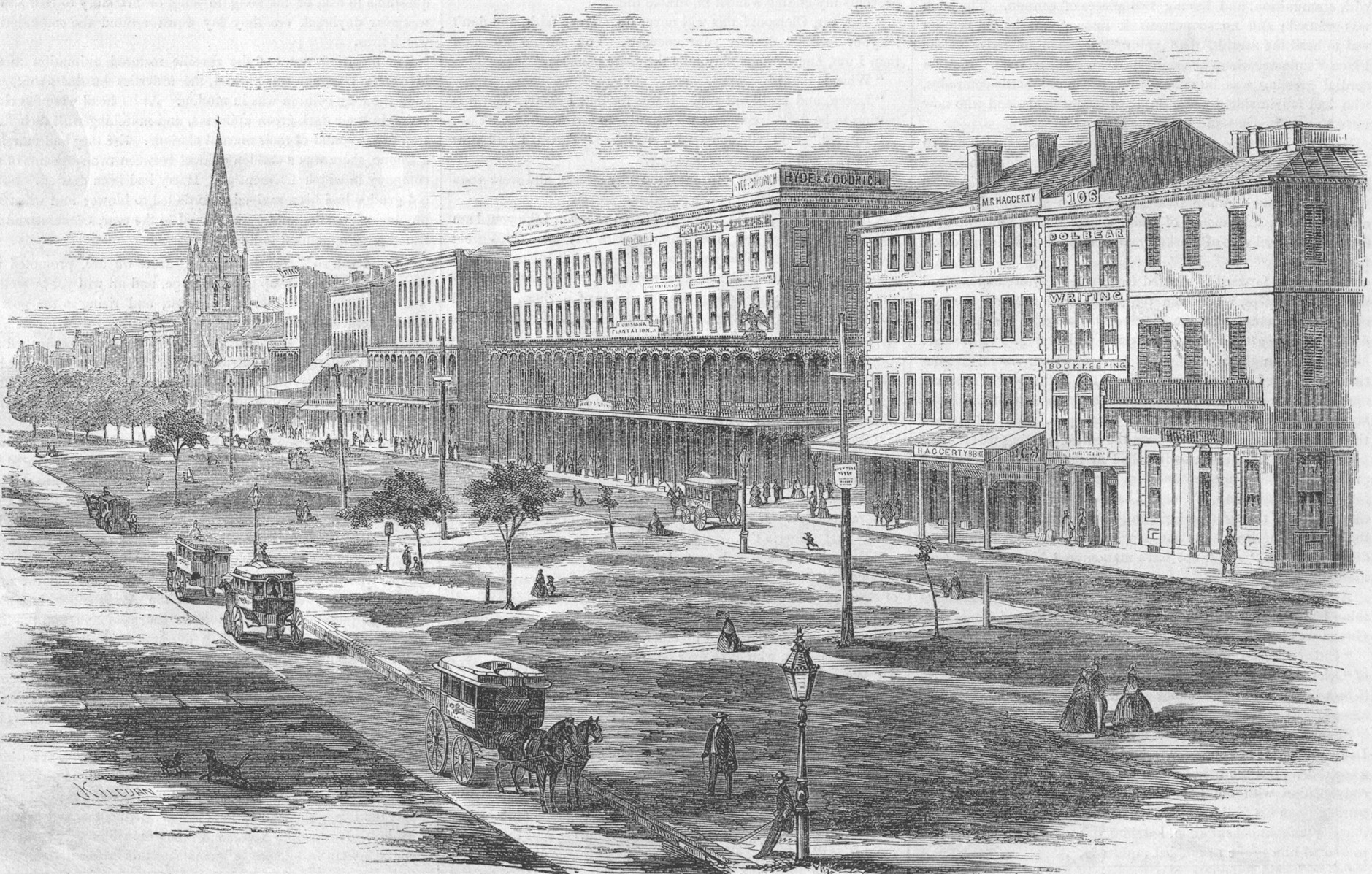
La Nouvelle-Orléans en 1857.

Ce premier voyage fait naître chez lui la volonté d'entreprendre de plus longues expéditions. Soutenu financièrement par ses parents, et accompagné par l'un de ses anciens camarades du Clongowes Wood College, Francis Cruise, il embarque à Liverpool le 17 juin 1857 sur le New Orleans, un navire à destination de Québec qu'il atteint dix jours plus tard. Dès lors, les deux compères sillonnent l'Amérique du Nord, se déplaçant en train ou en bateau à vapeur. Ils rejoignent successivement Montréal, Niagara-on-the-Lake, Détroit puis Chicago, avant de remonter le Mississippi entre Dubuque et Saint Paul. Après plusieurs semaines d'exploration de la région des Grands Lacs, les deux amis rejoignent New York, via Buffalo et Albany, où Francis Cruise interrompt son voyage pour rentrer en Europe.
Henry Russell poursuit seul son aventure, traversant Philadelphie, Baltimore et Washington, puis les monts Allegheny, descendant le cours de l'Ohio jusqu'à Cairo, puis celui du Mississippi jusqu'à La Nouvelle-Orléans, où il reste quelques jours. Au début du mois d'octobre 1857, il se rend sur l'île de Cuba et visite le port de La Havane, où sévit une épidémie de fièvre jaune. L'escale ne dure que dix-sept heures, avant de rentrer à New York pour retrouver le bateau qui doit le reconduire en Europe. Henry Russell accoste au port du Havre le 10 novembre suivant.
Dès son retour, il entreprend la rédaction de ses aventures américaines et fait paraître une série de six articles dans Le Mémorial des Pyrénées, sous le titre Souvenirs d'un voyage au Canada pour le premier, puis Souvenirs transatlantiques pour les cinq autres. Ces articles sont ensuite réunis dans son premier ouvrage, Notes par voies et chemins dans le Nouveau Monde, publié à la fin de l'année 1858.

#### Seize mille lieues à travers l'Asie et l'Océanie(1858-1861)

##### De la Russie à Hong Kong
Après quelques jours de vacances à Biarritz avec sa famille à la fin du mois de décembre 1857, Henry Russell rentre à Paris auprès de son frère Frank, qui poursuit ses études de droit. Il goûte les plaisirs de la vie mondaine, passant chacune de ses soirées à l'opéra, dans les salons ou dans des réceptions de toutes sortes. Pourtant, l'envie de voyager ne le quitte pas. Il envisage de visiter l'Asie, et plus particulièrement la Chine, un voyage que son père juge dangereux et trop onéreux. Ce dernier prend contact avec l'explorateur Antoine d'Abbadie et lui demande d'intervenir en faveur de son fils pour qu'il intègre une expédition scientifique française en Éthiopie ou en Abyssinie,. Toutefois, Henry Russell maintient sa préférence pour l'Asie et finit par convaincre son père de financer son voyage. Durant l'été 1858, tout en préparant sa nouvelle expédition, il rejoint sa famille en vacances à Luz et accomplit plusieurs ascensions remarquables.

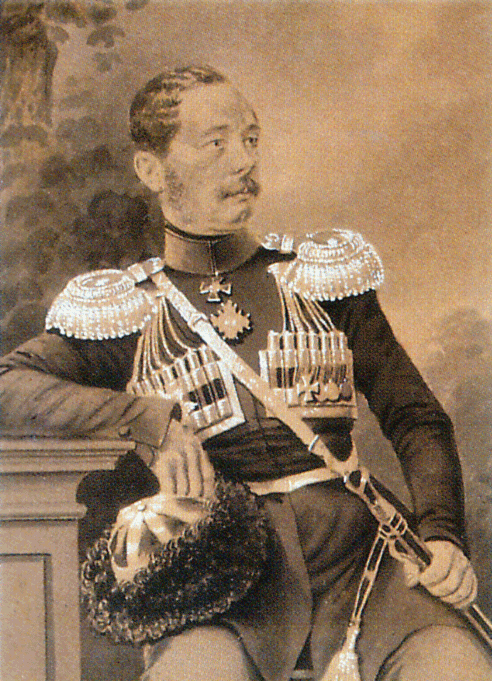
Le comte Mouraviov-Amourski facilite le voyage de Russell vers l'Extrême-Orient.

À la fin du mois de septembre, Henry Russell quitte Paris et rejoint la Russie depuis Londres par bateau. Il atteint d'abord Saint-Pétersbourg et loge dans le quartier de l'Amirauté où il rencontre plusieurs personnalités dont il sollicite des lettres de recommandation, en premier lieu le prince Nicolas Orloff et la femme du comte Nikolaï Mouraviov-Amourski, gouverneur de la Sibérie orientale, une province qu'il souhaite visiter. Il se dirige ensuite vers Moscou où il achète des vêtements chauds et des fourrures, puis s'adjoint les services de deux traducteurs, un professeur nommé Iakobleff et un jeune homme nommé Sourine. Le 13 novembre, les trois hommes prennent à cheval la direction de Kazan puis de Zlatooust où Iakobleff, malade, doit abandonner ses compagnons. Henry Russell et Sourine atteignent finalement Tomsk, où vit la famille de ce dernier, vingt-huit jours après leur départ de Moscou. Après quelques jours de repos, les deux hommes reprennent leur voyage à destination d'Irkoutsk qu'ils atteignent le 10 janvier.
Dès le lendemain, Henry Russell présente ses lettres de recommandation au comte Mouraviov-Amourski et lui demande de faciliter son entrée à Pékin. Ce dernier lui propose d'accompagner le lieutenant Lavroff, un émissaire que le tsar l'a chargé d'envoyer dans la capitale chinoise pour veiller à la bonne application des clauses du traité de Tien-Tsin. Pour autant, la France ne disposant pas encore de représentation diplomatique en Chine, Henry Russell est contraint de cacher sa véritable identité. Après avoir traversé le lac Baïkal puis la ville de Kiakhta, la légation russe atteint Ourga, où elle doit patienter plusieurs jours que le gouverneur mandchou lui fournisse l'autorisation de poursuivre sa route jusqu'à Pékin. Au terme d'un long et épuisant voyage, l'expédition atteint la capitale du Céleste Empire le 1er mars 1859. Pendant près de trois semaines, Henry Russell explore les moindres recoins de la cité, jusqu'à ce que sa nationalité française soit révélée, ce qui le contraint à précipiter son départ pour ne pas mettre en péril la légation russe.
De retour à Kiakhta où, pendant cinq semaines, il connaît une période de fêtes continuelles, Henry Russell planifie la suite de son voyage. Le comte Mouraviov-Amourski, qui doit se rendre au Japon par bateau, lui propose d'embarquer. Le navire redescend le fleuve Amour puis traverse la mer jusqu'au port d'Hakodate, sur l'île d'Hokkaidō. Là, Henry embarque sur une canonnière qui le conduit à Shanghai, qu'il atteint le 7 juillet. Il rejoint ensuite Hong Kong à bord d'un brick prussien. Il y fait l'ascension du pic Victoria et la rencontre d'Albert Vaucher, consul de France, qui lui fournit de nouvelles lettres de recommandation pour Canton, où il espère trouver un passage pour l'Australie, sans succès. Après un passage à Macao, Henry Russell revient à Hong Kong où le capitaine d'un voilier chilien, le Mercedes, lui propose de l'emmener à Melbourne le 6 novembre.

##### Australie et Nouvelle-Zélande

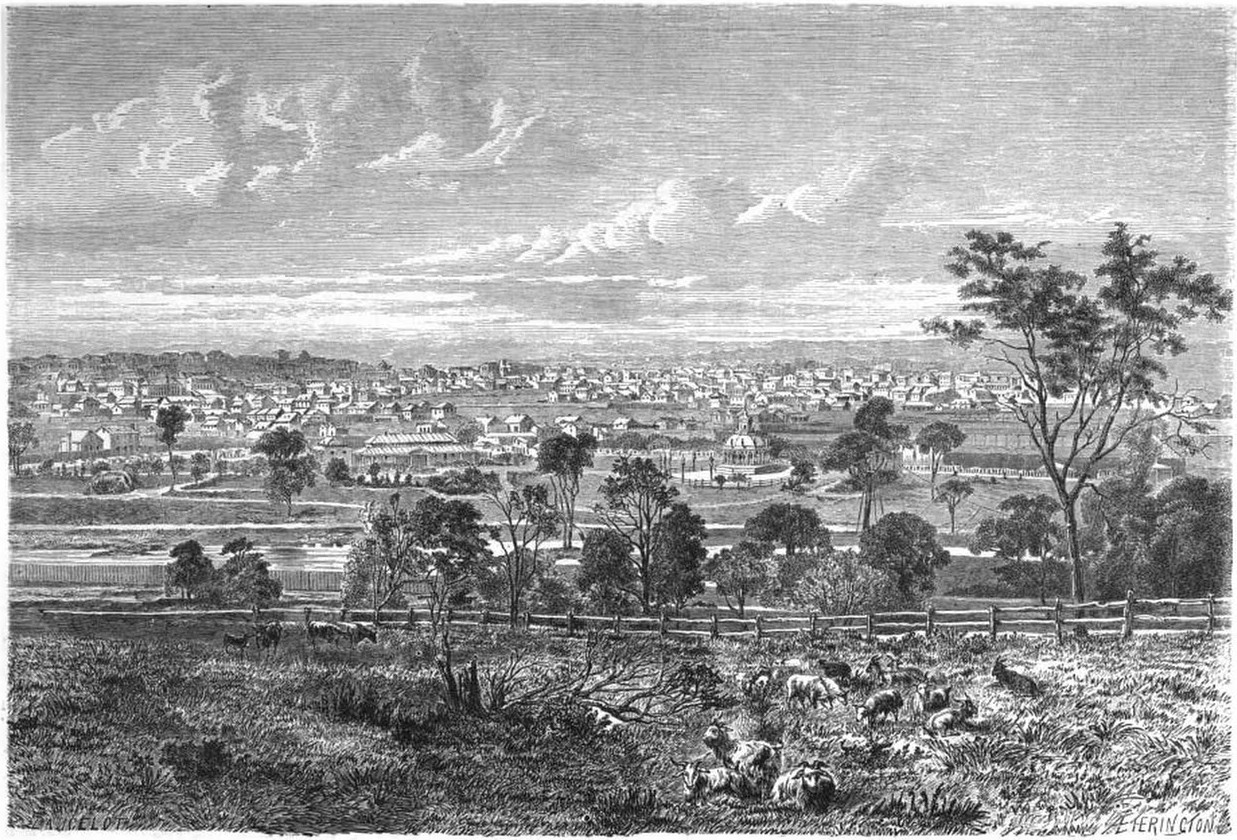
Vue de Melbourne au début des années 1860.

Au terme d'une traversée de soixante-quatre jours, Henry Russell débarque en Australie le 9 janvier 1860. Il loge au Bignell's Hotel de Melbourne avec Benjamin Bucknall, dont il s'est lié d'amitié durant la traversée. Après quelques jours de repos, les deux hommes rejoignent la ferme de l'oncle de Bucknall, située à 160 km à l'intérieur des terres. Ils y passent près d'un mois, multipliant les excursions, notamment jusqu'au sommet du mont Elephant, un volcan endormi. Les paysages de sable rouge, sans aucune vie apparente, tout autant que la chaleur accablante, marquent profondément Henry, qui se résout à quitter son ami pour rentrer à Melbourne. Au début du mois de mars, il rejoint Sydney, une ville qu'il juge bien plus raffinée que la précédente, puis embarque pour la Nouvelle-Zélande à bord d'un bateau à vapeur, le Lord Ashley. Il atteint l'île du Sud et le port de Nelson le 22 mars.
À peine arrivé, Henry Russell se met en tête de gravir le mont Tapuaenuku et le mont Alarm, les deux plus hauts sommets de la péninsule de Kaikoura. Après deux jours de marche, il rejoint une ferme tenue par un vieux berger écossais, nommé Anderson, point de départ de la randonnée qui doit le mener jusqu'aux pics. Parti de la ferme au petit matin, Henry Russell est surpris par le brouillard : totalement désorienté, sans vivres et sans boussole, il erre pendant près de trois jours dans une nature hostile, et finit par retrouver le chemin de la ferme qu'il regagne au bord de l'épuisement. Hébergé et soigné pendant une dizaine de jours chez les Anderson, avant de rejoindre Nelson, il gagne ensuite l'île du Nord et Wellington où il passe quelques jours, visitant notamment un village maori qui le reçoit en ami malgré le contexte de guerre. Il retourne finalement à Sydney par le même bateau qu'à l'aller.

##### À travers l'Inde
Arrivé en Australie le 15 mai, Henry Russell manque la correspondance avec le bateau qui devait le ramener à Suez, ce qui l'oblige à modifier la suite de son voyage en le rallongeant considérablement. Il quitte finalement le pays un mois plus tard à bord du vapeur Malta qui doit se rendre à Calcutta, en Inde, via des escales à Adélaïde et Albany, où Russell rencontre des Aborigènes, puis Ceylan, où il débarque pour visiter l'île pendant quelques jours en compagnie d'un membre de la légation de Prusse pour le Japon. Il gravit notamment le pic Anthony, avant de prendre un autre vapeur, le Candia, qui le conduit finalement à Calcutta le 30 juillet 1860, après une ultime escale à Madras.

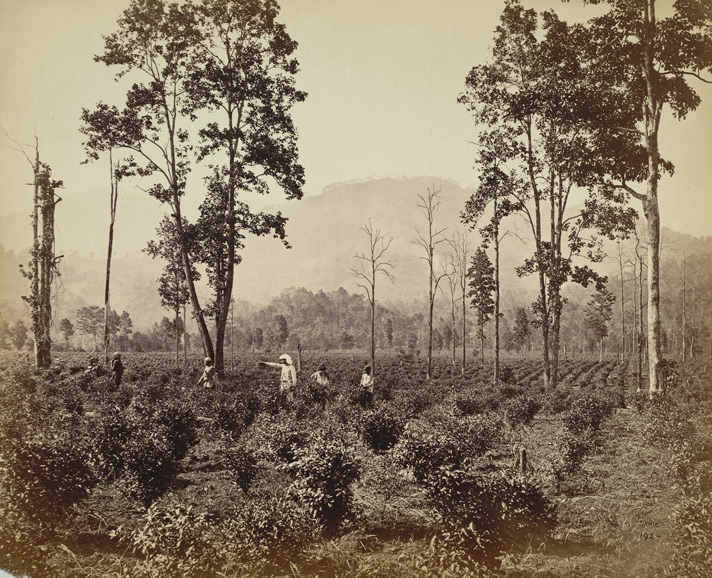
Une plantation de thé dans les environs de Darjeeling dans les années 1860.

Manquant d'argent pour financer le reste de son expédition, et dans l'attente d'une lettre de change de ses parents, Henry Russell propose à l'hebdomadaire The Englishman une série d'articles sur son voyage de Kiakhta à Pékin et le long du fleuve Amour. Ces reportages sont publiés pendant quinze semaines. Attiré par les montagnes du Tibet, il rejoint Darjeeling, d'où il compte se lancer à la conquête des sommets himalayens. Le docteur Archibald Campbell, superintendant du sanatorium de la ville, lui fournit des porteurs ainsi que l'équipement nécessaire à cette expédition, mais Russell tombe malade, touché par la grippe et la dysenterie. Une fois rétabli, l'insécurité régnant au Sikkim, un petit État dont la traversée est obligatoire pour se rendre au pied des montagnes, le contraint à renoncer définitivement à son projet. Aussi, au début du mois de décembre 1860, Henry Russell reprend la route pour Calcutta, où il séjourne quelques semaines dans l'attente de sa lettre de change. Il quitte la ville le 21 janvier 1861 à bord du Baltic, un navire marchand qui fait du cabotage tout le long de la côte orientale de l'Inde, multipliant les escales pendant lesquelles Henry Russell ne manque pas de descendre à terre pour s'imprégner de la culture locale.
Parvenu à Madras, il engage un traducteur puis rejoint Ootacamund, d'où il s'élance à la conquête du Doddabetta, le point culminant du massif des Nilgiris, à 2 637 m d'altitude. Au début du mois d'avril, il poursuit son périple à Bangalore puis Kumta, un port cotonnier où il passe une douzaine de jours dans l'attente d'un vapeur qui le conduit à Bombay. Avant de quitter l'Inde, Henry Russell fait une dernière expédition dans les terres pour visiter la région d'Aurangabad et les temples d'Ellorâ, où il tombe malade de nouveau.

##### Retour en France

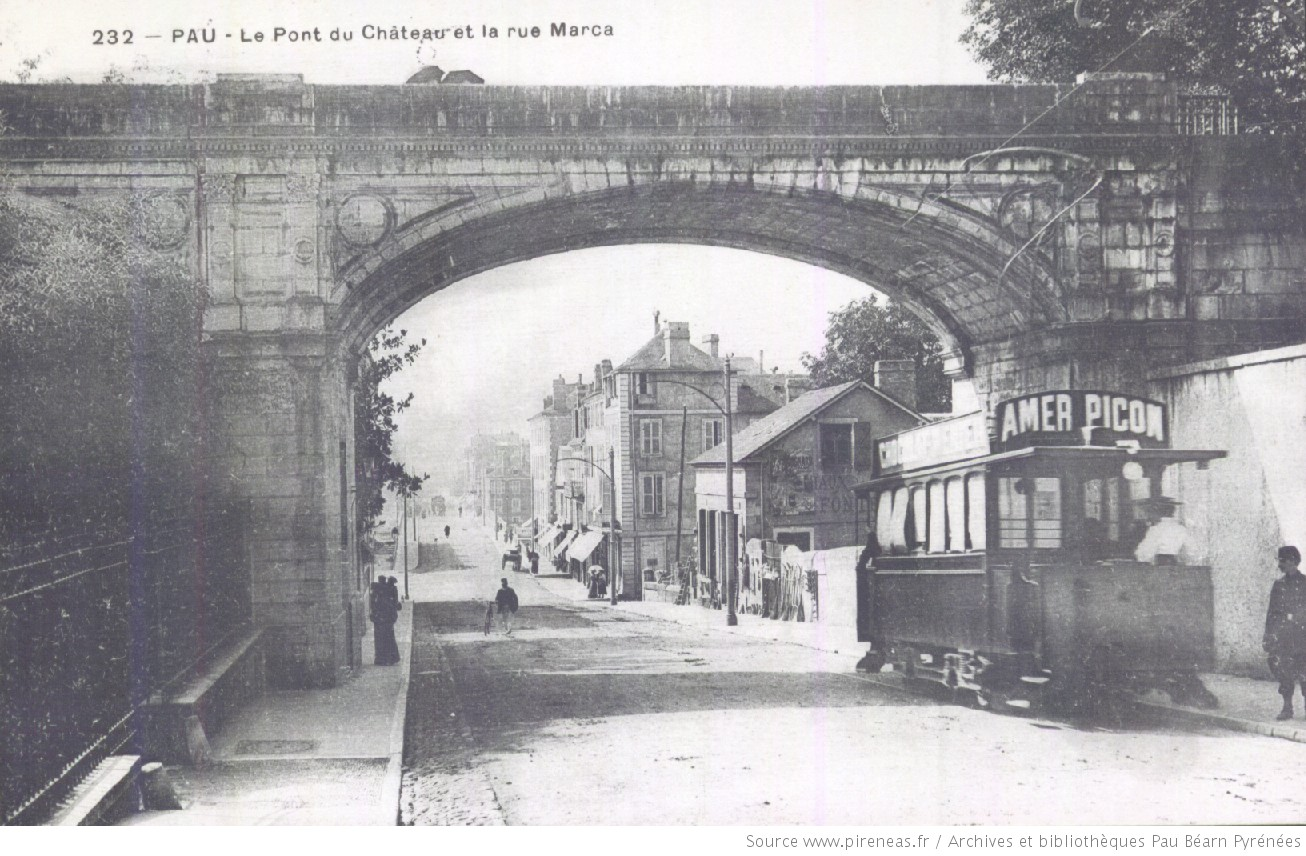
Vue de la rue Marca, à Pau.

Le 27 juin, Henry Russell embarque pour Suez où il arrive le 15 juillet. Il passe ensuite quelques jours au Caire, prenant le temps de visiter le site des pyramides de Gizeh et d'admirer le Sphinx. Il se rend ensuite à Alexandrie puis à Istanbul par bateau. Plutôt que de rentrer directement à Paris par le train, il choisit de prolonger son voyage et franchit le Bosphore puis la mer Noire jusqu'à Constanța, avant de remonter le Danube jusqu'à Budapest où il séjourne pendant plus d'une semaine.
Il effectue ensuite de cours arrêts à Vienne, Trieste, Milan, Gênes et Nice, avant de rejoindre Toulouse et de prendre la diligence pour rejoindre sa famille dans les Pyrénées, au début du mois d'août, au terme d'un voyage qui l'aura vu parcourir près de 64 000 km en trois ans.
Dès son retour, Henry Russell s'installe définitivement à Pau, louant un appartement au deuxième étage du no 14 de la rue Marca, ses parents occupant le premier étage. En 1864, il publie un ouvrage en deux tomes relatant son périple, sous le titre Seize mille lieues à travers l'Asie et l'Océanie.

### Henry Russell et les Pyrénées (1858-1909)

#### Premiers sommets (1858)
« J'aime et j'aimerai toujours à évoquer le souvenir de l'année 1858, car c'est alors que débuta ma longue carrière pyrénéenne, et que je fis mes premières armes dans les montagnes. »

— Henry Russell, Souvenirs d'un montagnard, 1908

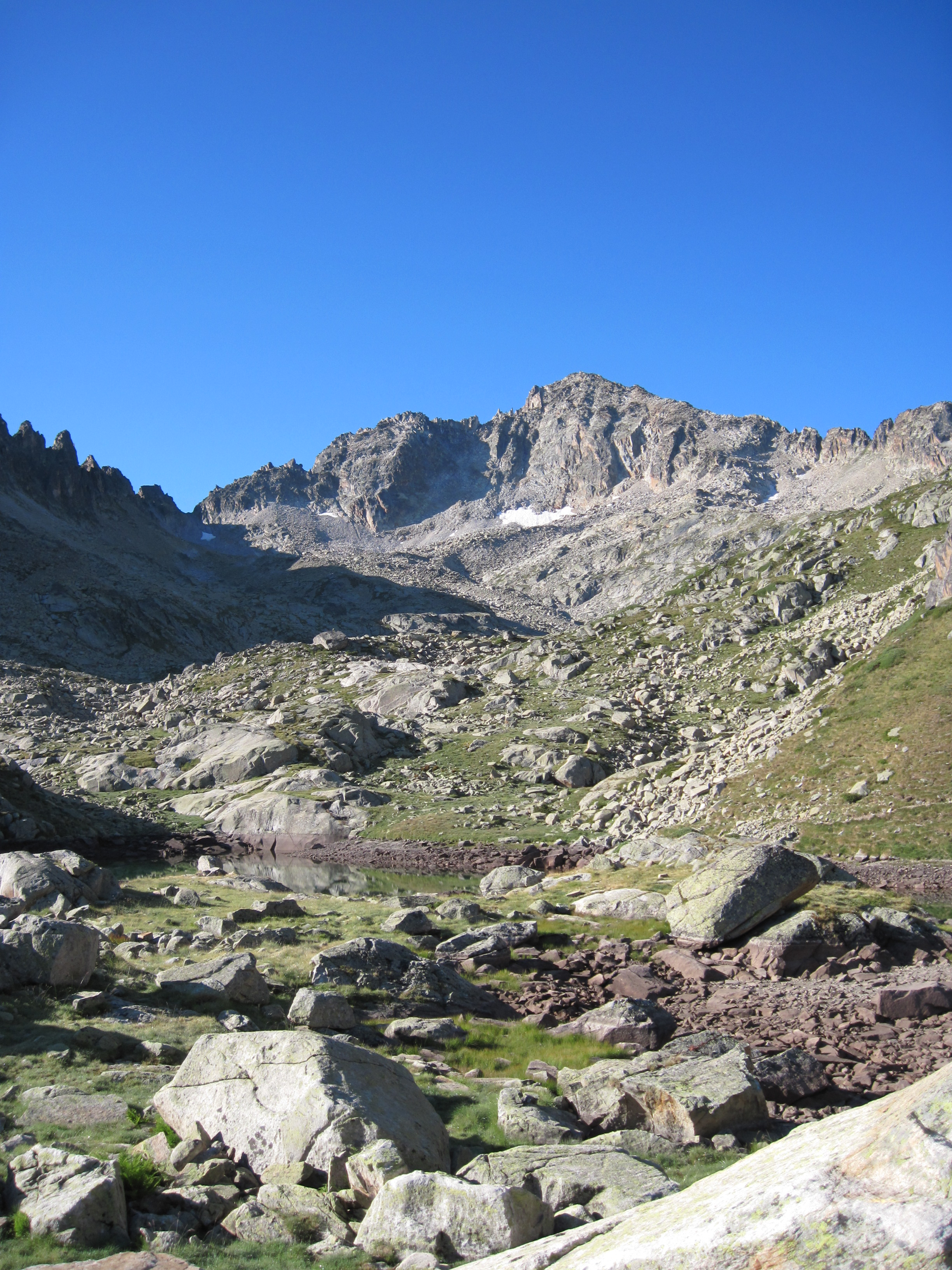
Le pic d'Ardiden, dont Russell effectue la première ascension.

Au cours de l'été 1858, tout à ses préparatifs pour son voyage vers l'Asie, Henry Russell fait l'acquisition dans une librairie parisienne d'un ouvrage en deux volumes, Les Pyrénées, ou Voyages pédestres dans toutes les régions de ces montagnes depuis l'Océan jusqu'à la Méditerranée, un guide rédigé par Vincent de Chausenque et dont une deuxième édition vient d'être réimprimée en 1854. La lecture de cet ouvrage passionne Henry Russell et agit sur lui comme une révélation. Il rejoint aussitôt sa famille en villégiature à Luz, dans les Hautes-Pyrénées, et met à profit ces quelques jours de vacances pour entreprendre l'ascension de plusieurs sommets pyrénéens. Habitué des courses en montagne depuis son plus jeune âge, il compte désormais s'attaquer à des montées plus ardues. Marchant sur les traces de Chausenque, il se lance à l'assaut du pic d'Ardiden, mais tandis que son prédécesseur s'était arrêté sur un piton rocheux inférieur d'environ 200 mètres à la véritable cime, Henry Russell poursuit sa route et trouve une voie d'accès pour atteindre, le premier, le sommet du pic, à 2 988 mètres d'altitude.

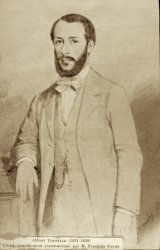
Alfred Tonnellé effectue l'ascension du mont Perdu avec Henry Russell.

Quelques jours plus tard, il franchit la barre des 3 000 mètres en réalisant l'ascension du pic de Néouvielle (3 092 mètres) en compagnie du guide Antoine Peyret, de Barèges. Le 9 août, il quitte Luz avec deux guides du village, Bellan et Cesiro, en vue de gravir le mont Perdu le lendemain. À la brèche de Roland, il rencontre Alfred Tonnellé, avec qui il réalise l'ascension, mais le brouillard et le froid persistants les obligent à redescendre aussitôt. Dans les jours qui suivent, il tente une deuxième ascension du mont Perdu, accompagnés des mêmes guides, mais les conditions météorologiques les empêchent d'atteindre le sommet.
Au début du mois de septembre, il entreprend une troisième ascension, cette fois seul. Parti à minuit de Luz, en direction de Gavarnie, il atteint le sommet à 15 h, alors que le brouillard se lève, l'obligeant à redescendre précipitamment. Parvenu à la brèche de Roland, il s'arrête pour ne pas risquer de s'égarer dans l'obscurité et se voit contraint de passer la nuit en altitude, sans vivres et sans couverture. Une violente tempête de neige se déclenche et l'oblige à rester éveillé pour ne pas mourir de froid. Au petit matin, la neige ayant tout recouvert, il se dirige à l'oreille, au son de la grande cascade de Gavarnie, et finit par rejoindre le village, transi de froid.
Le 14 septembre, Henry Russell effectue une quatrième et dernière ascension du mont Perdu, accompagné du guide Laurent Passet qui a repéré une nouvelle voie plus rapide par le col d'Astazou.

#### Exploration de la chaîne, rencontre avec Charles Packe et naissance de la société Ramond

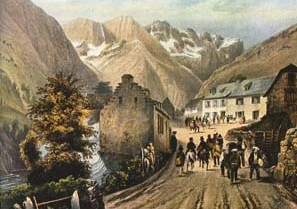
L'hôtel des Voyageurs de Gavarnie au XIXe siècle.

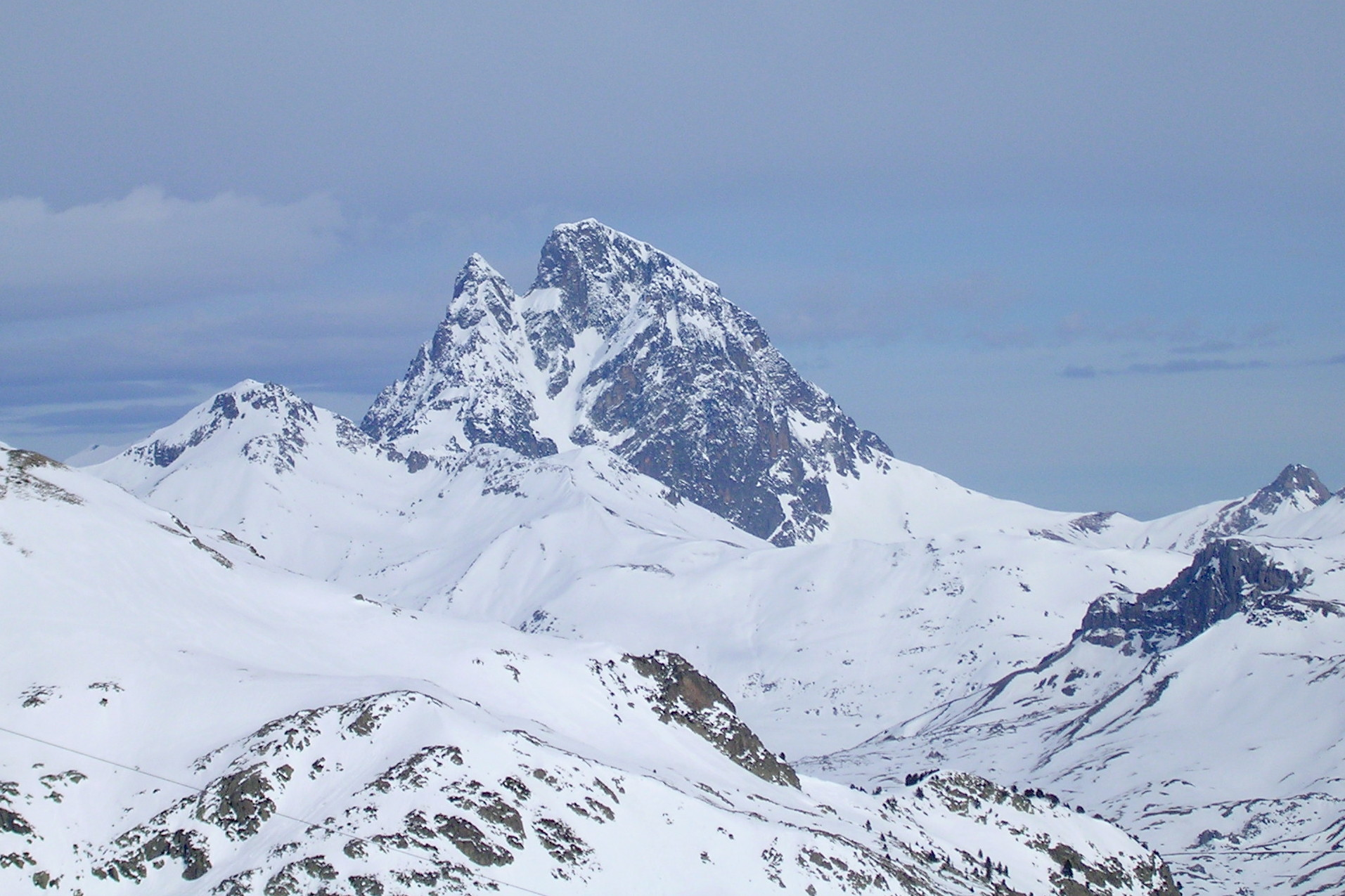
Le pic du Midi d'Ossau en hiver.

À peine revenu de son long voyage en Asie et en Océanie, au début du mois de septembre 1861, Henry Russell entreprend de nouvelles ascensions dans les Pyrénées et prend ses quartiers à l'Hôtel des Voyageurs de Gavarnie, qui devient sa résidence de prédilection pendant la période estivale. Il débute par l'ascension du Vignemale, point culminant des Pyrénées françaises, à 3 298 mètres d'altitude, qu'il gravit le 14 septembre avec Laurent Passet. La saison étant trop avancée pour franchir de nouveaux sommets, Henry Russell reporte ses expéditions à l'été 1862. Cette année-là, il commence par le pic de Ger (2 613 mètres) en vallée d'Ossau, accompagné du guide Jacques Esterle. Il explore ensuite la partie orientale de la chaîne et réalise seul l'ascension du pic du Canigou (2 784 mètres).
Le 1er mars 1863, Henry Russell entreprend une ascension hivernale du pic du Midi d'Ossau en compagnie d'un Irlandais nommé Congreve. Arrivés aux Eaux-Chaudes le soir même pour dîner, après 43 km de marche lourdement chargés, ils rejoignent leurs guides le lendemain, Camy et Jean Dotte, puis entament l'ascension proprement dite. Aux prises avec des couloirs de neige presque verticaux, ils renoncent à environ 250 mètres du sommet. Malgré cet échec, les mêmes hommes gravissent le pic de Ger trois jours plus tard, trouvant au sommet une température aussi clémente qu'en été, sans un souffle de vent. L'été suivant, il grimpe seul au sommet du pic de Perdiguère (3 220 mètres), point culminant du département de la Haute-Garonne, et constate que ce pic a déjà été vaincu par un autre alpiniste, comme en témoigne la présence d'une petite tourelle. Quelques jours plus tard, marchant dans la région de Barèges, il rencontre l'auteur de cette première, Charles Packe, un botaniste anglais dont il se lie d'amitié. Le 24 août, Henry Russell réalise la centième ascension du pic d'Aneto, point culminant de la chaîne à 3 404 mètres, en compagnie de Fernand de La Brière et des guides Barrau et Estrujo.
En 1864, Henry Russell multiplie les expéditions. Parti seul de Pau au mois de juin, il enchaîne les ascensions dans la partie centrale des Pyrénées puis, après dix-sept jours de marche, rejoint le village de Couflens en Ariège, dans une allure peu présentable. Faute de passeport, il est arrêté par des douaniers et conduit à Saint-Lizier-d'Ustou,. Finalement libéré, Russell poursuit sa route vers l'Est et franchit dans les jours qui suivent le Puigmal (2 909 mètres), puis le Carlit (2 921 mètres), une première. Moins d'une semaine plus tard, il effectue une deuxième ascension de ce sommet en compagnie de Charles Packe, puis les deux hommes atteignent le pic de Font Blanca (que Russell nomme le Rialp), à 2 903 mètres, après une nuit sans sommeil au port de Siguer. Les deux amis se retrouvent quelques jours plus tard dans les environs de Luchon : pendant que Charles Packe étudie la flore du lac de Caillauas, Henry Russell effectue seul la première ascension du pic des Gourgs-Blancs, à 3 129 mètres. Il accomplit ensuite deux autres premières avec le pic de Lustou (3 023 mètres), dans la région d'Arreau, puis le cylindre du Marboré depuis Gavarnie (3 325 mètres) avec son guide Hippolyte Passet.

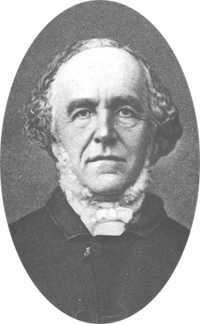
Émilien Frossard, l'un des membres fondateurs de la société Ramond.

Au retour de cette expédition, il rencontre à l'hôtel des Voyageurs Charles Packe et le pasteur Émilien Frossard, avec qui il jette les bases d'une société de montagnards des Pyrénées qui serait inspirée de l'Alpine Club de Londres, créé sept ans plus tôt et dont Packe et Russell sont membres. Au mois d'octobre suivant, les trois hommes se retrouvent au domicile de Frossard, à Bagnères-de-Bigorre et, rejoints par Farnham Maxwell-Lyte, ils fondent la société Ramond, à laquelle Russell compte d'abord donner le nom de « club des Isards ». Entre-temps, Russell avait franchi trois autres sommets supérieurs à 3 000 mètres, l'Aneto, puis les Posets (3 375 mètres) et le Balaïtous (3 144 mètres).

#### Nombreuses premières
En juillet 1865, le capitaine Hoskins, un ami de Russell, lui propose de faire une nouvelle ascension de l'Aneto en sa compagnie. Considérant que cette course manque de nouveauté, le pyrénéiste avance l'idée de passer la nuit au sommet. Un guide luchonnais, Capdevielle, accepte de les accompagner, et les trois hommes, par une nuit glaciale, sont obligés de s'attacher à l'une des trois tourelles surmontant le pic de crainte de rouler dans le vide en pleine nuit. Malgré l'inconfort de cette situation, Henry Russell garde un souvenir ému de cette aventure : « La nuit sublime que j'ai passée au Néthou ne s'effacera jamais de ma mémoire, et je trouvais si beau l'ensemble de ce tableau spectral, que jamais je n'ai eu si envie de quitter pour toujours la vie civilisée. » Dans les jours qui suivent, il se rend dans le massif de la Maladeta avec Charles Packe qui cherche à établir une cartographie précise de cette zone, et réalise notamment la première ascension d'un pic pyramidal s'élevant à 3 207 mètres et situé au sud-est de l'Aneto. Il le baptise « Petit Néthou » mais Packe le renomme ensuite pic Russell, en hommage à son ami,.
Henry Russell gravit ensuite le pic de Malibierne et poursuit sa route plus à l'ouest en escaladant le Cotiella (2 912 mètres), puis vers la fin du mois de septembre l'Arbizon (2 831 mètres), le pic Long (3 192 mètres) avec le guide Marc Sesquet et son fils, et le pic du Marboré 3 248 mètres avec Célestin Passet. Le 21 décembre, en villégiature dans le Pays basque, il célèbre le solstice d'hiver en prenant dès l'aube un bain sur la plage de Saint-Jean-de-Luz, puis en gravissant La Rhune.
À l'été 1866, Henry Russell s'éloigne un temps des Pyrénées pour rejoindre en Angleterre son amour de jeunesse, Maud. En septembre, il franchit une nouvelle fois le Marboré, puis le pic d'Anie (2 504 mètres). L'année suivante, en juin, il réalise la première ascension du sommet central des pics d'Enfer (3 081 mètres) puis voyage dans les Alpes en répondant à l'invitation d'un ami d'enfance, Alexandre Desbassayns de Richemont. Pendant son séjour, il gravit le mont Blanc depuis Chamonix, puis se rend en Suisse, à Zermatt, d'où il escalade le Breithorn (4 163 mètres), avant d'effectuer l'ascension d'un col proche de l'Alphubel depuis Saas-Fee. Malgré la beauté de ces différentes excursions, ce voyage renforce sa préférence pour les Pyrénées, où il revient à la fin de l'été 1867 pour effectuer la première ascension du Seil de la Baque (3 060 mètres) et gravir le pic de Maupas.

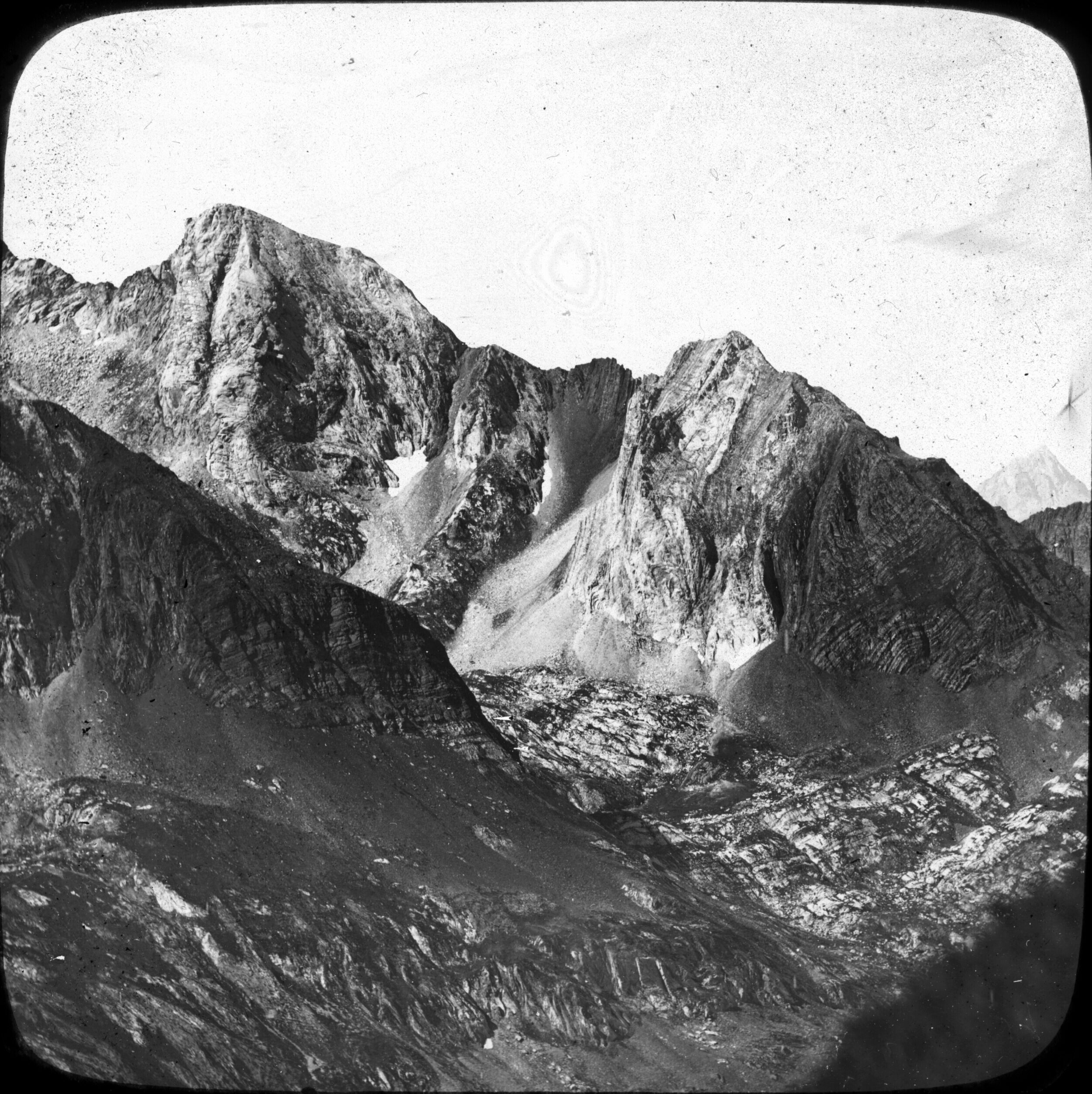
Le pic d'Albe, dont Henry Russell effectue la première ascension en 1868.

En 1868, parmi ses nombreuses courses en montagne, Henry Russell n'effectue qu'une première avec l'ascension du pic d'Albe, dans le massif de la Maladeta. L'année suivante, il réalise un véritable exploit en rejoignant le sommet du Vignemale le 11 février 1869, ce qui est considéré comme la première grande ascension hivernale en Europe. Il atteint la pique Longue au terme d'une course de seize heures à marche forcée en compagnie des guides Hippolyte et Henri Passet. L'été suivant, Henry Russell inscrit une autre première à son palmarès avec l'ascension de la pointe occidentale du Montardo, à 2 980 mètres d'altitude.
En 1870, lors d'une excursion vers le Cotiella en compagnie d'Alphonse Lequeutre, Henri et Célestin Passet, Henry Russell vit une terrible mésaventure. Les quatre hommes, qui passent la nuit dans une petite cabane de berger, sont attaqués par des bandits aragonais qui les menacent avec des armes. Ils parviennent à s'échapper chacun de leur côté, Henry Russell passant le reste de la nuit tapi au pied d'un sapin alors que les bandits sont à sa recherche. Redescendu au village de Plan, il prévient les gendarmes qui finissent par arrêter les agresseurs, tandis que les autres marcheurs sont retrouvés sains et saufs.
Tandis que la guerre franco-allemande éclate, Henry Russell est affecté dans une caserne de Pau où il apprend les rudiments du métier de soldat, mais sans combattre. La capitulation signée le 28 janvier 1871 le rend à la vie civile. L'été suivant, il gravit le mont Perdu après une nuit passée à la brèche de Roland, puis l'Aneto, le pic de Ger et le pic de Sesques. En 1872, il séjourne en Ariège et se consacre aux ascensions du Pic du Montcalm et de la Pique d'Estats, avant de visiter les étangs de Bassiès. Il conclut la saison estivale avec l'ouverture d'une nouvelle voie pour atteindre le mont Perdu depuis l'est.
En 1873, Henry Russell passe quatre mois à Londres puis à Dublin, mais il revient dans les Pyrénées au mois de septembre pour entreprendre une série de courses vers des sommets moins renommés. Dans les années qui suivent, il poursuit inlassablement ses expéditions, au point d'être surnommé « Russell-Killow-mètre ». Il effectue de nouvelles premières : le pic d'Anayet, la Grande Fache et le pic des Gabiétous en 1874, le Bisaurín en 1875, le pic des Tempêtes et la pointe occidentale de la Maladeta en 1877, le pic d'Eristé (Bagueñola) et la Robiñera en 1878, le Petit Astazou et le Tuc de Molières en 1879.

#### Les premiers abris
L'ascension du mont Perdu, l'une des plus difficiles de la chaîne, nécessite une marche d'environ douze heures depuis Gavarnie. Aussi, en 1876, Henry Russell souhaite aménager un abri dans ses environs pour en faciliter l'accès. Il lance une souscription auprès du Club alpin français qui permet de réunir la somme de 1 250 francs, et confie à un entrepreneur de Gèdre, Étienne Theil, le soin de construire l'abri à l'ouest du sommet, à une altitude de 2 900 mètres. Inaugurée le 10 septembre 1877, la cabane est adossée à une grande paroi de calcaire et peut accueillir une trentaine de personnes. Pour autant, des problèmes de conception apparaissent dès le début de son utilisation, l'édifice laissant entrer le froid et l'humidité. Par ailleurs, la porte d'entrée qu'avait fait poser Russell est enlevée en 1878 par des bergers aragonais voulant s'en servir pour allumer du feu. En 1880, le Club alpin finance de nouveaux travaux permettant d'assurer l'étanchéité de la cabane.
Cette même année, le 26 août, Henry Russell décide de passer la nuit au sommet du Vignemale. Accompagné des guides Pierre Brioul et Mathieu Haurine, il atteint le sommet à 19 h, ce qui laisse juste le temps aux trois hommes de dîner avant la nuit. Tandis que Russell, emmitouflé dans son sac en peau d'agneaux, s'installe dans un petit fossé recouvert de pierres, tout au sommet de la pique Longue, ses guides redescendent de quelques mètres pour se mettre à l'abri. Au terme d'une nuit glaciale, les trois hommes assistent au lever du soleil. Cette expérience exceptionnelle fait naître chez Russell l'envie de pratiquer de longs séjours à haute altitude : cherchant à se fixer sur une montagne, et considérant par ailleurs qu'en raison de son âge il devient difficile d'enchaîner les courses avec un minimum de sommeil et de nourriture, son choix se porte définitivement sur le Vignemale.
Dès lors, il réduit le nombre de ses courses, ce qui ne l'empêche pas de réaliser de nouvelles premières jusqu'en 1885. Entre-temps, en 1883, il fait aménager par Étienne Theil une petite grotte au confort rudimentaire à proximité de la Brèche de Roland.

#### Installation au Vignemale

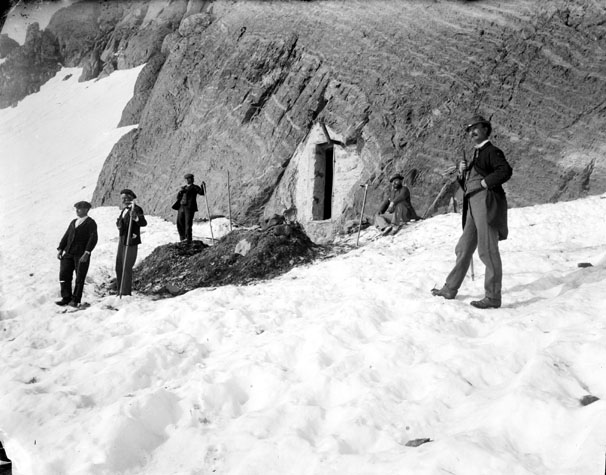
Henry Russell, au premier plan, devant la « villa Russell » en 1884.

Henry Russell souhaite vivre à haute altitude mais il refuse de défigurer la beauté de la montagne par ce qu'il appelle des constructions hideuses. Le comte décide alors de faire creuser une grotte et se tourne une nouvelle fois vers Étienne Theil et ses ouvriers pour en assurer la conception. Les travaux débutent à l'été 1881 à l'emplacement choisi, à proximité du col de Cerbillona, sur les flancs du Vignemale, à 3 205 mètres d'altitude. Malgré les efforts des ouvriers, la dureté de la roche et les nombreux orages qui éclatent au sommet perturbent l'avancement des travaux, finalement interrompus au début du mois de septembre. L'été suivant, l'un des ouvriers, Justin Pontet, soumet l'idée d'acheminer une petite forge et du charbon afin d'assurer la réparation des outils sur le chantier et de gagner ainsi un temps précieux. La grotte, d'une capacité de 16 m3, est finalement livrée le 1er août 1882 et reçoit le nom de « villa Russell ». Le comte y passe trois jours en compagnie d'un jeune pyrénéiste, Francis-Edward-Lister Swan, et de trois guides, Mathieu Haurine, Pierre Pujo et Henri Passet.
À l'été 1883, Henry Russell effectue deux nouveaux séjours dans sa grotte, montant chaque soir au sommet de la Pique-Longue pour admirer le coucher du soleil. L'année suivante, il y fait installer un poêle de 35 kg. Le 11 août 1884, la villa Russell est bénie par des prêtres venus de Lourdes, Héas et Saint-Savin, un évènement relaté par des quotidiens régionaux et qui attire une trentaine de personnes.

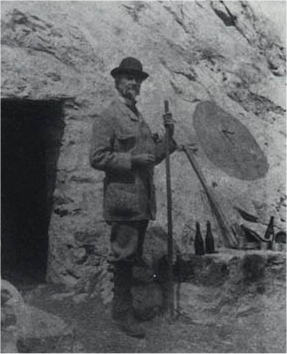
Henry Russell devant l'entrée d'une des grottes « Bellevue ».

Le comte fait creuser une deuxième grotte en 1885 pour loger les guides, achevée le 21 août, puis une troisième l'année suivante, la « grotte des Dames ». Celle-ci est construite 4 mètres plus haut que les précédentes car leurs entrées sont régulièrement obstruées par l'avancée du glacier d'Ossoue. Pour cette même raison, en 1889, Henry Russell entreprend la construction de deux nouveaux abris, les « grottes de Bellevue », à seulement 2 400 mètres d'altitude sur le sentier qui mène à la hourquette d'Ossoue. Il en fait dès lors sa résidence d'été. Une troisième grotte est ensuite creusée à cet endroit pour y stocker les bagages et les vivres.

#### La concession du Vignemale et la grotte «Paradis»

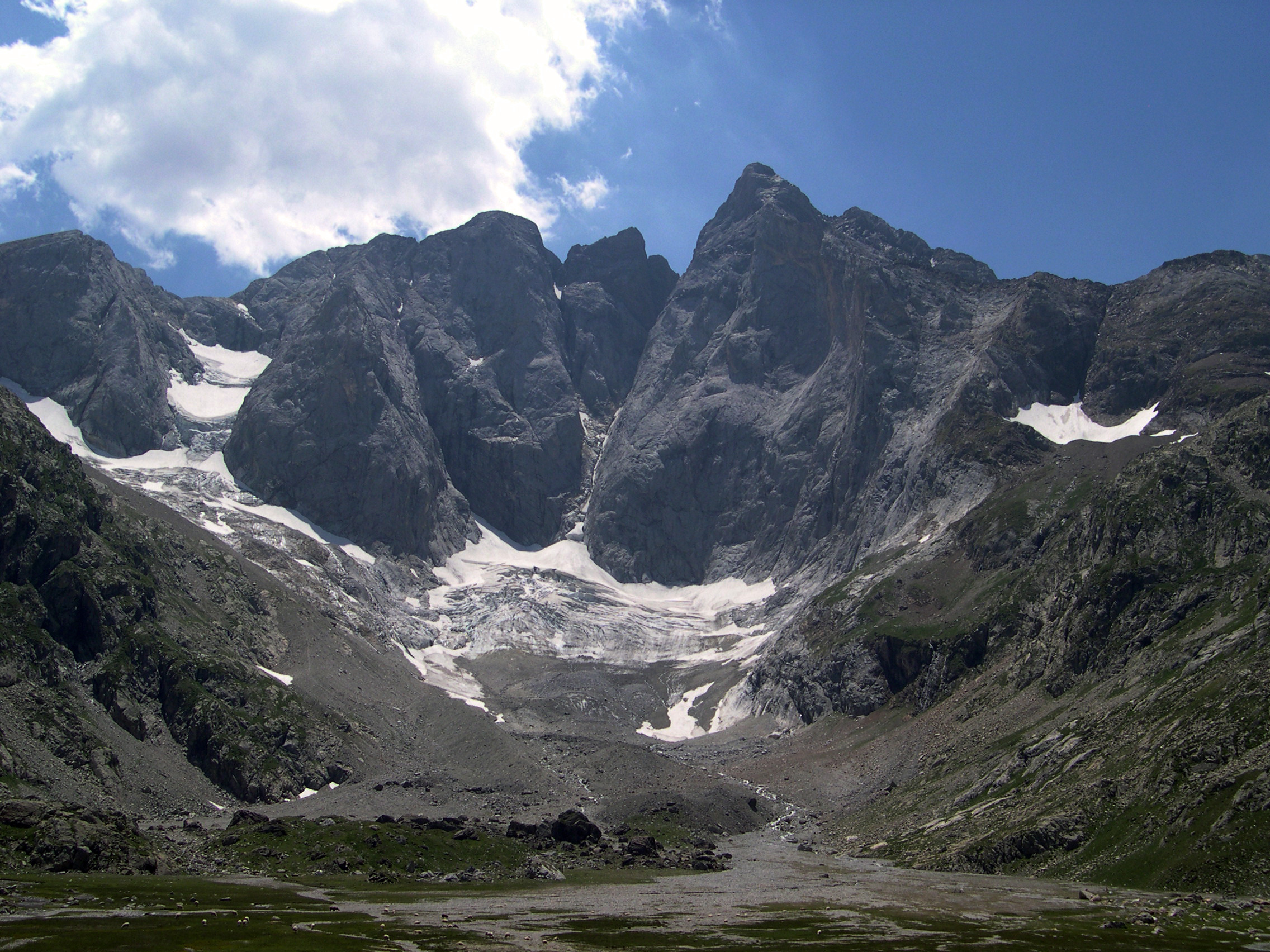
Vue du massif du Vignemale, avec la Pique-Longue au centre droit.

À la fin de l'année 1888, Henry Russell émet le souhait de devenir propriétaire du Vignemale. Il sollicite auprès de la commission syndicale de la vallée de Barèges une concession qui lui donnerait la propriété symbolique de toutes les neiges et tous les rochers situés au-dessus de 2 300 mètres d'altitude, pour un total de 200 hectares autour du massif. La commission syndicale, considérant que cette proposition peut être bénéfique pour le développement touristique de la région, décide à l'unanimité d'accepter l'offre du comte. Avec l'aval du préfet des Hautes-Pyrénées, Charles Colomb, elle lui accorde la concession du massif pour une durée de 99 ans, contre le versement d'un franc chaque année.
En 1892, Henry Russell fait creuser une septième et dernière grotte, dite « du Paradis » et située à 3 280 mètres d'altitude, juste sous le sommet de la pique Longue. Sa construction est bien plus difficile que les précédentes en raison de l'altitude, de la dureté de la roche et des orages qui foudroient régulièrement le sommet. Le chantier reprend l'été suivant, les ouvriers utilisant cette fois de la dynamite. L'ouvrage terminé au mois de juillet 1893, Henry Russell fait bénir la grotte par le curé de Gèdre, Pascal Carrère. Pendant ces années, à deux reprises, il fait édifier une petite tour en pierre de deux mètres au sommet de la pique Longue pour rectifier son altitude et la porter à 3 300 mètres, mais ces constructions ne résistent pas aux intempéries.

#### Les dernières ascensions

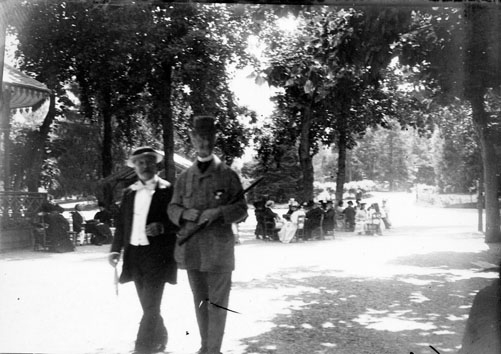
Henry Russell (à droite) et Bertrand de Lassus à Luchon, en 1895.

En 1894, pour ses soixante ans, Henry Russell effectue une vingt-cinquième ascension du Vignemale, célébrant à cette occasion ce qu'il appelle ses « noces d'argent » avec le sommet. Les années suivantes, il séjourne régulièrement dans ses grottes et fait procéder à quelques aménagements pour les maintenir en bon état. Il accomplit sa trentième ascension en 1898, considérant à cet instant qu'il s'agit probablement la dernière en raison de son âge avancé. L'été suivant, il délaisse pour la première fois les Pyrénées et séjourne longuement à Londres puis en Irlande à la rencontre de ses vieux amis, comme le chirurgien Francis Cruise.
En 1900, Henry Russell visite l'exposition universelle de Paris, puis séjourne dans ses grottes de Bellevue au début de l'été. Le 11 août, après une ascension du Petit Vignemale le matin, il cède à la tentation de gravir de nouveau la pique Longue, en compagnie du guide Mathieu Haurine et du gendre de ce dernier. Les séjours de Russell au Vignemale se poursuivent jusqu'à sa trente-troisième et dernière ascension du sommet, le 8 août 1904. Cette même année, et pour la troisième fois, il y fait construire une tour carrée, cette fois sur une base plus large et d'une hauteur de trois mètres.
Dans ses Souvenirs d'un montagnard, Henry Russell évoque la relation particulière qu'il a entretenu toute sa vie avec le Vignemale :

« J'ai toujours eu tant d'affection, tant de respect, tant de tendresse pour cette montagne, qu'on pourrait presque l'appeler de la piété filiale, et il me semble l'avoir prouvé. »

### Fin de vie

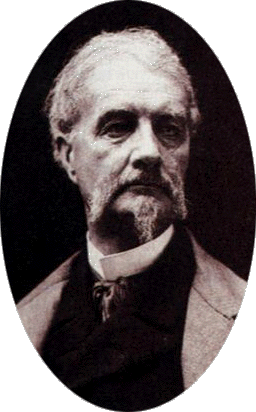
Henry Russell dans les dernières années de sa vie.

À partir de 1905, Henry Russell se consacre à la rédaction d'une nouvelle édition des Souvenirs d'un montagnard, un travail long de quatre années. Lors d'un séjour à Paris en juin 1906, il tombe subitement malade, perd l'appétit et doit garder le lit pendant quelques jours. Une fois rétabli, il se rend à Gavarnie au début du mois d'août et monte une nouvelle fois jusqu'aux grottes de Bellevue, convaincu que l'air des montagnes suffit à garantir sa bonne santé. Pourtant, dès son retour à Pau début septembre, il est touché par une grippe dont il peine à se rétablir.
De fin 1906 à l'été 1907, Henry Russell effectue plusieurs voyages, d'abord à Saint-Michel dans le Gers, chez son frère Frank, puis en Irlande et à Gavarnie, avant de rentrer à Pau. Les épreuves des Souvenirs d'un montagnard proposées à sa relecture par l'imprimerie Vignancour comportant des erreurs d'orthographe et de mises en page, Russell, exaspéré, doit poursuivre ce qui lui apparaît alors comme une tâche insurmontable. Il passe sept à huit heures par jour à la révision de son manuscrit, ne s'accordant une pause que pour effectuer sa marche quotidienne d'une dizaine de kilomètres.
Sa santé décline rapidement : à la fin juin 1908, le docteur Henri Meunier lui diagnostique une tumeur du foie incurable. Il s'installe alors chez son frère Ferdinand à Biarritz, dans la villa Christine où, quand il n'est pas contraint de s'aliter, il poursuit la relecture de son ouvrage, finalement publié en novembre 1908. Très affaibli, Henry Russell meurt le 5 février 1909, au matin.
Le 8 février, une première cérémonie est donnée en l'église Sainte-Eugénie de Biarritz, tandis que ses obsèques sont célébrées deux jours plus tard en l'église Saint-Martin de Pau. Henry Russell est inhumé dans le caveau familial au cimetière urbain de Pau, porté en terre par quatre guides de Gavarnie qui l'ont accompagné dans ses principales ascensions, Henri et Célestin Passet, Mathieu Haurine et François Bernat-Salles.

## Portrait

### Henry Russell, un romantique
« Hélas ! Je ne le sens que trop, je ne suis pas comme tout le monde, et toutes les fois que je descends parmi les hommes, je me dis comme Ovide, exilé chez les Scythes : Barbarus hic ego sum, quia non intellegor illis »

— Henry Russell, préface des Souvenirs d'un montagnard.

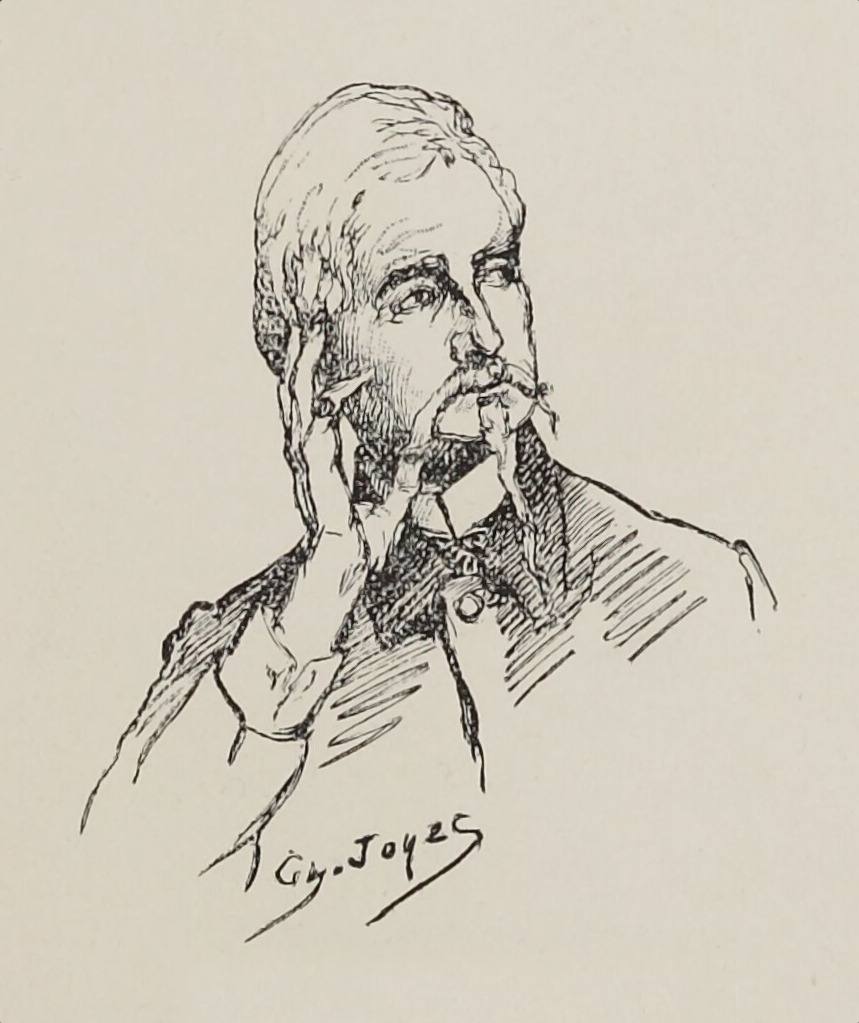
Henry Russell représenté par Charles Jouas.

Profondément marqué par le romantisme, Henry Russell apparaît comme un être épris de liberté, un personnage excentrique à la fois rêveur et mystique, un esprit rebelle refusant les servitudes. Il se dit lui-même plus Anglais que Français de tempérament, et regrette que « l'esprit français est plutôt juste que poétique » quand le génie anglais est « dominateur, nuageux et libre, épris de la tempête et des sublimes désordres ».
Lamartine, Chateaubriand, Byron, Bernardin de Saint-Pierre et Tennyson figurent parmi ses auteurs préférés, et ces lectures de jeunesse font naître sa volonté de se mesurer à la nature et aux caprices des éléments. Ses ascensions deviennent des combats épiques avec la montagne, qu'il aborde à la manière d'un conquérant foulant une terre vierge. En montagne comme dans la vie quotidienne, Henry Russell préfère le beau à l'utile, il recherche son bonheur dans l'exaltation des sentiments, ce que seule la rudesse des hauts sommets peut lui apporter : « Notre âme est avant tout mystique : les faits et les réalités ne lui suffisent jamais. Elle est éprise de l'infini et du mystère, et elle aime à bondir librement dans l'espace, comme les étoiles, les oiseaux et le vent. C'est pour cela qu'après avoir vécu sur les montagnes, on y revient toujours, comme si la vie s'y changeait en roman ».

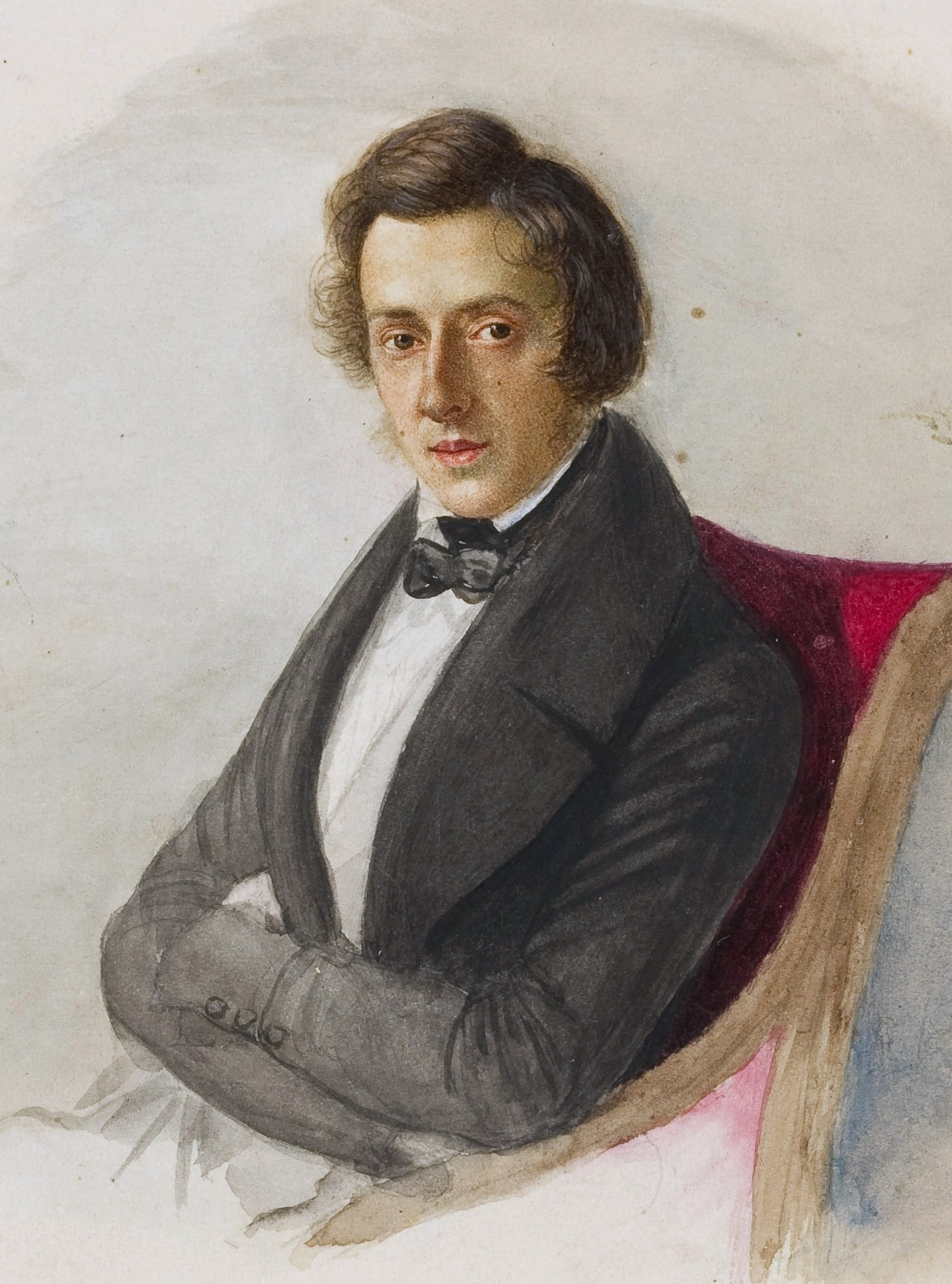
Frédéric Chopin, dont Russell apprécie les compositions.

Son approche de la montagne est infiniment romantique, il y retrouve des valeurs esthétiques semblables à celles qu'il apprécie dans la musique de Frédéric Chopin ou dans les tableaux de grands maîtres : « Le plus grand peintre du monde serait assez embarrassé, si on lui commandait un paysage, avec défense d'y mettre autre chose que de la neige et des rochers ! Cela suffit pourtant à la nature pour arriver à des effets sublimes ».
Les Pyrénées exercent sur Henry Russell une fascination qui peut se lire dans chaque page qu'il y consacre dans ses écrits. Il décrit sa relation à la chaîne comme une histoire d'amour : « On adopte une montagne, on l'épouse, on l'adore, on la présente fièrement à ses amis, et on finit par lui trouver tant de vertus et de beautés, par l'idéaliser à un tel point qu'on n'a plus de yeux doux, plus d'amour que pour elle ». Bien qu'ayant voyagé à travers le monde, seules les Pyrénées trouvent grâce à ses yeux, et c'est à ces montagnes qu'il choisit de consacrer sa vie : « Il y a dans la nature pyrénéenne une poésie extrême, une harmonie de formes et de couleurs, et des contrastes que je n'ai vus nulle part ailleurs. Quant à la neige, il y en a juste assez ; les Andes en manquent, et les Alpes en abusent. » Un certain magnétisme le rattache à la beauté des éléments déchaînés, lui qui apprécie le caractère grandiose des tempêtes, dans une forme de contemplation. Comme le note Anne Lasserre-Vergne : « Russell, dans les Pyrénées, passe sa vie entre un point d'admiration et un point d'interrogation ». Cette passion démesurée, tout autant que l'élégance vestimentaire qu'il cultive même lors de ses courses en montagne, renforcent l'image d'un personnage fantasque, parfois incompris de ses contemporains. Comme le souligne l'historien Marcel Pérès : « Avec son allure de Don Quichotte et ses accoutrements qui lui donnaient un air de dandy, sa fière stature impressionnait tous ceux qui le côtoyaient ».

### Homme affable et prévenant, ami sincère et fidèle
Aimant la solitude des nuits en montagne, Henry Russell est parfois présenté comme un ermite, un « troglodyte des neiges » vivant à l'écart du monde. Pour autant, il est reconnu comme un homme respectueux, attentif aux autres et toujours d'une grande courtoisie, des qualités qui sont le fruit de son éducation maternelle. Conscient des privilèges de son monde, et bien qu'aimant fréquenter la haute société de Pau, Biarritz ou Paris, il entretient des relations fraternelles avec les hommes de condition modeste qu'il côtoie, à l'image de ses guides. Contrairement à certains pyrénéistes qui considèrent leurs guides comme de simples domestiques, Russell est d'une correction extrême avec eux, partageant leurs repas et s'inquiétant de leurs familles. Il tisse des liens étroits avec les guides de montagne de Gavarnie, parmi lesquels les représentants de la famille Passet, Laurent, Hippolyte, Henri et Célestin, mais également Mathieu Haurine et François Bernat-Salles,  dont il ne cesse de louer les qualités et de les recommander dans ses différents écrits,. Georges Sabatier, qui lui consacre une biographie en 1924, qualifie Russell de gentilhomme : « tout ce que contient de noblesse ce mot est en lui ; gentilhomme, il l'est de race et d'esprit ». Fidèle en amitié, il conserve toute sa vie des liens avec ses amis d'enfance, comme le chirurgien irlandais Francis Cruise, condisciple du Clongowes Wood College, ou le comte Alexandre Desbassyns de Richemont, rencontré à Pontlevoy.
Dans les Pyrénées, Henry Russell rencontre un certain nombre d'amoureux de la montagne comme lui, en premier lieu Charles Packe qu'il surnomme « le Christophe Colomb des Pyrénées ». De leur première rencontre en 1863 à la mort de ce dernier en 1896, les deux hommes entretiennent une amitié sincère, partageant la même approche des courses en montagne. Russell se rapproche des cartographes Franz Schrader, membre comme lui de la société Ramond, Aymar de Saint-Saud et Paul Édouard Wallon, ou de nombreux pyrénéistes dont certains se considèrent comme ses disciples, à l'image de Henri Brulle, Roger de Monts, Alphonse Lequeutre ou Bertrand de Lassus, mais également du général de Nansouty, auquel il rend visite à l'observatoire du pic du Midi de Bigorre, puis de l'abbé Ludovic Gaurier, qui étudie les glaciers pyrénéens.

Quelques amis de Henry Russell.
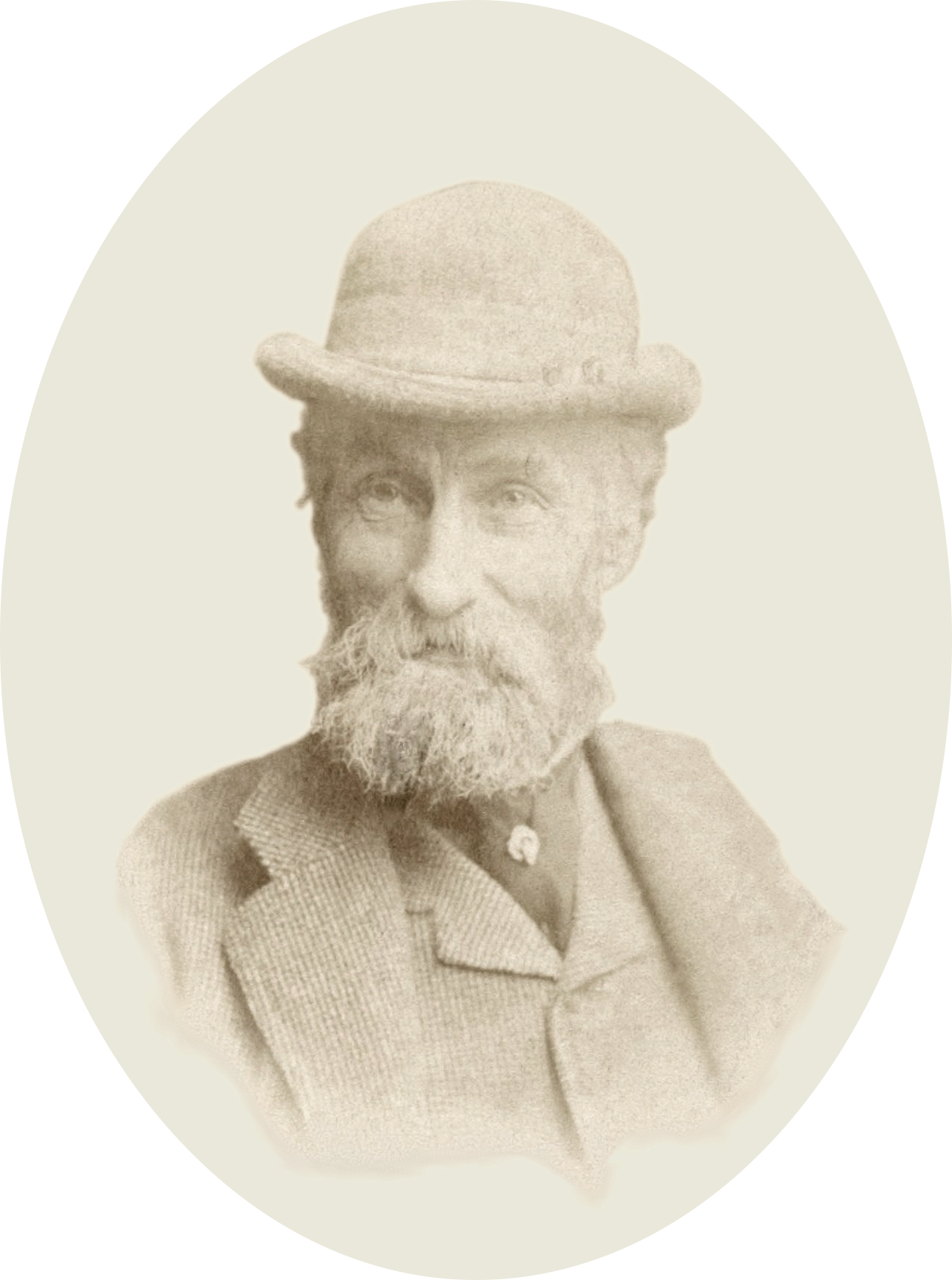
Charles Packe.
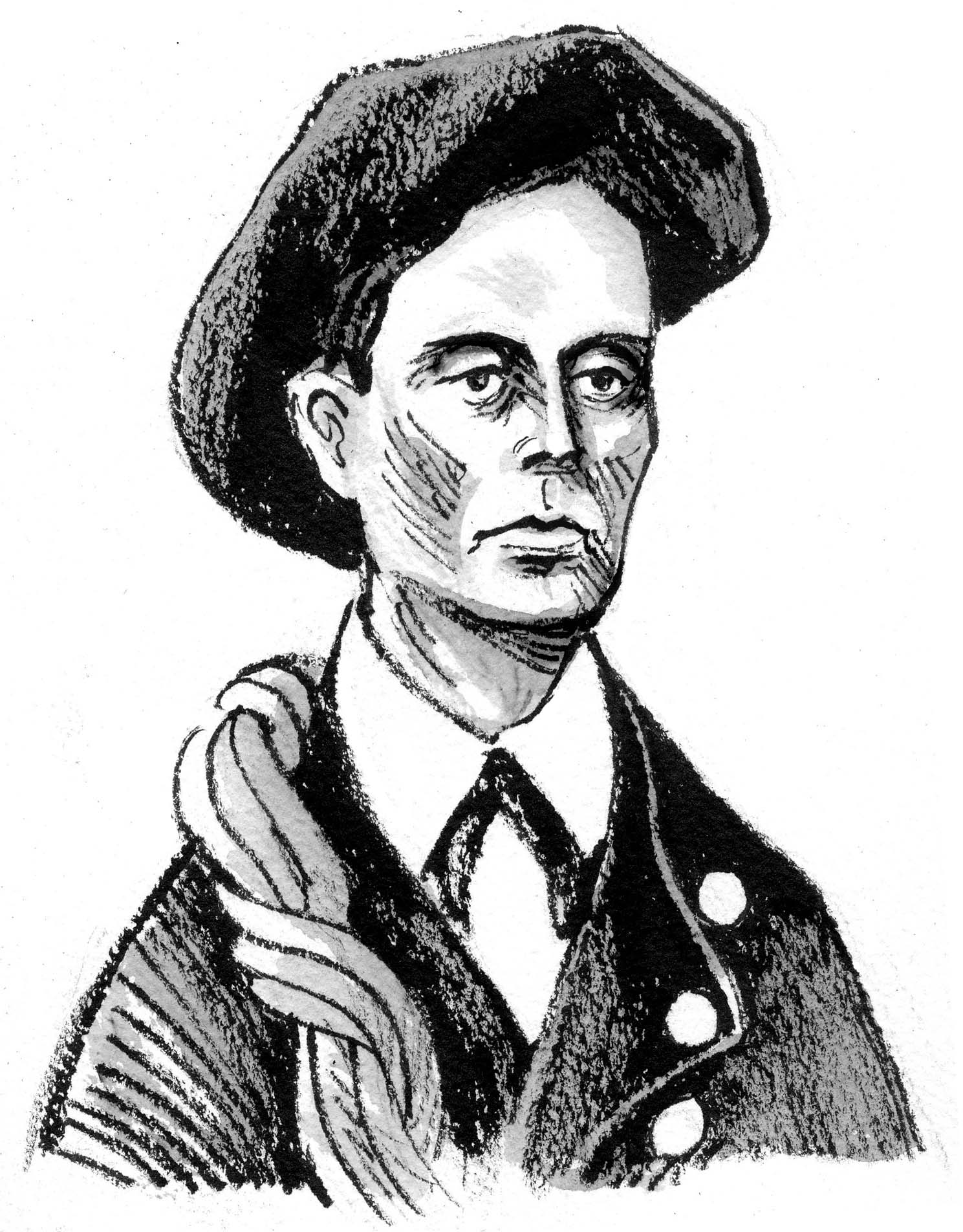
Célestin Passet (dessin de Jean-Claude Pertuzé).
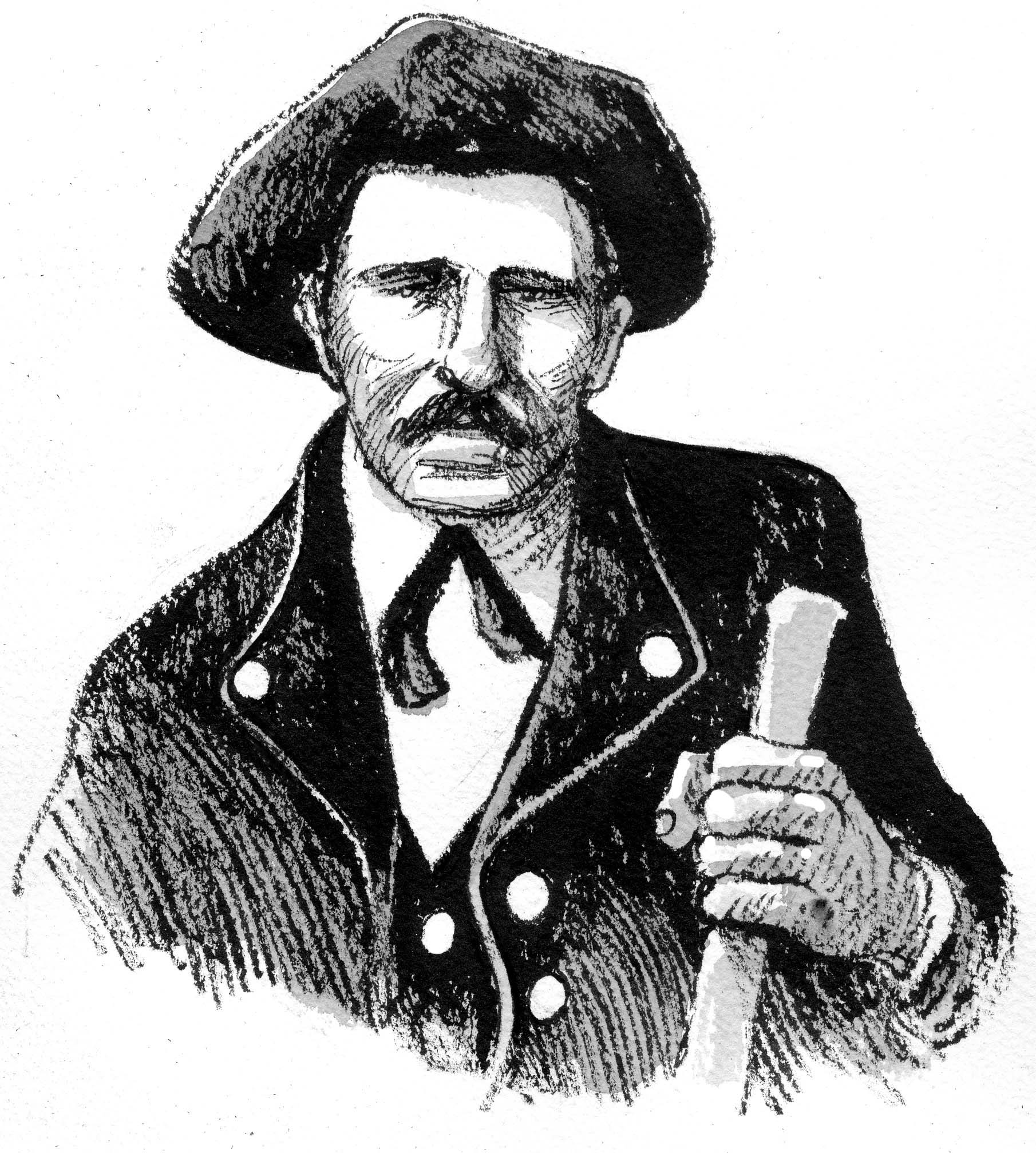
François Bernat-Salles (idem).
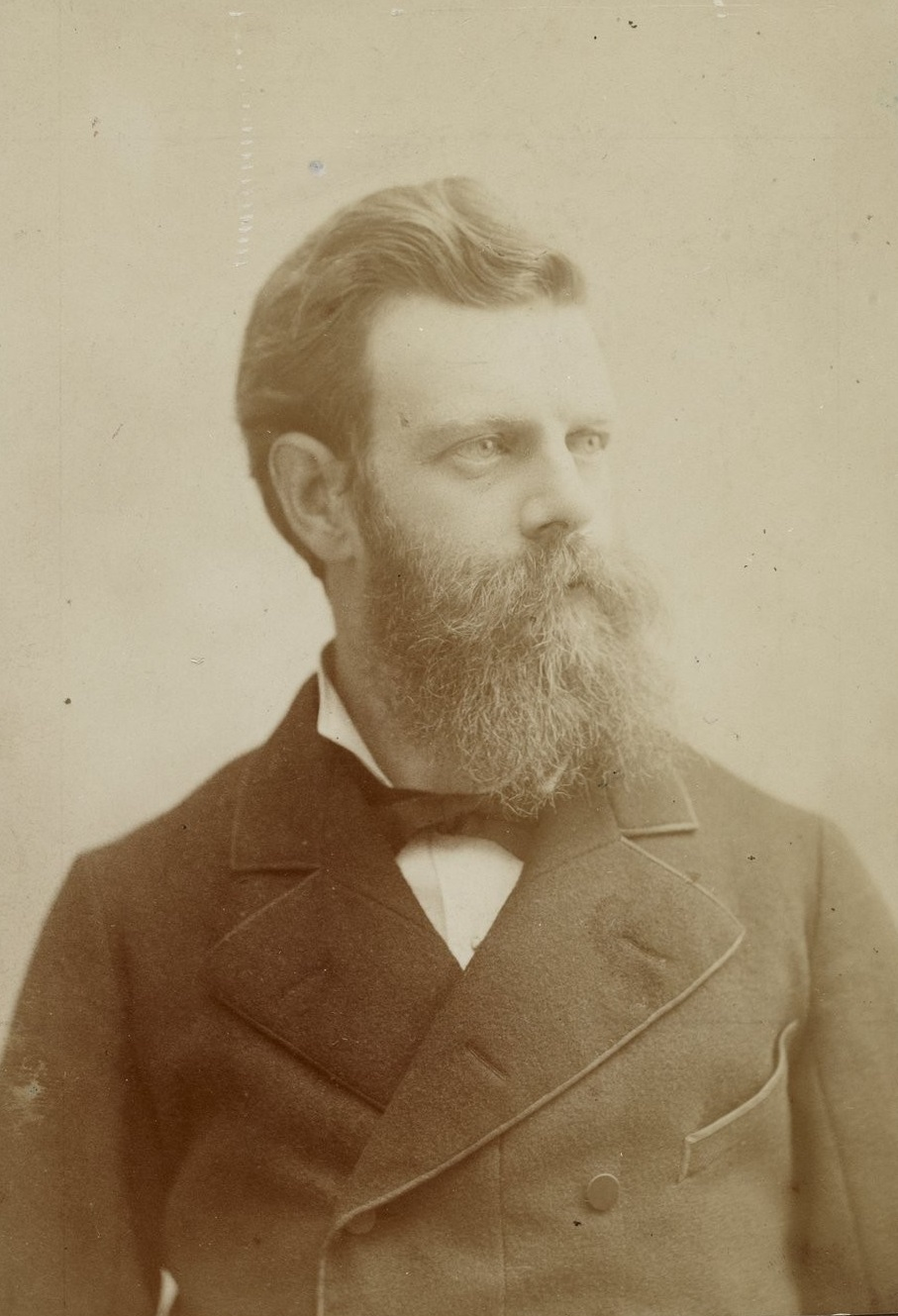
Franz Schrader.
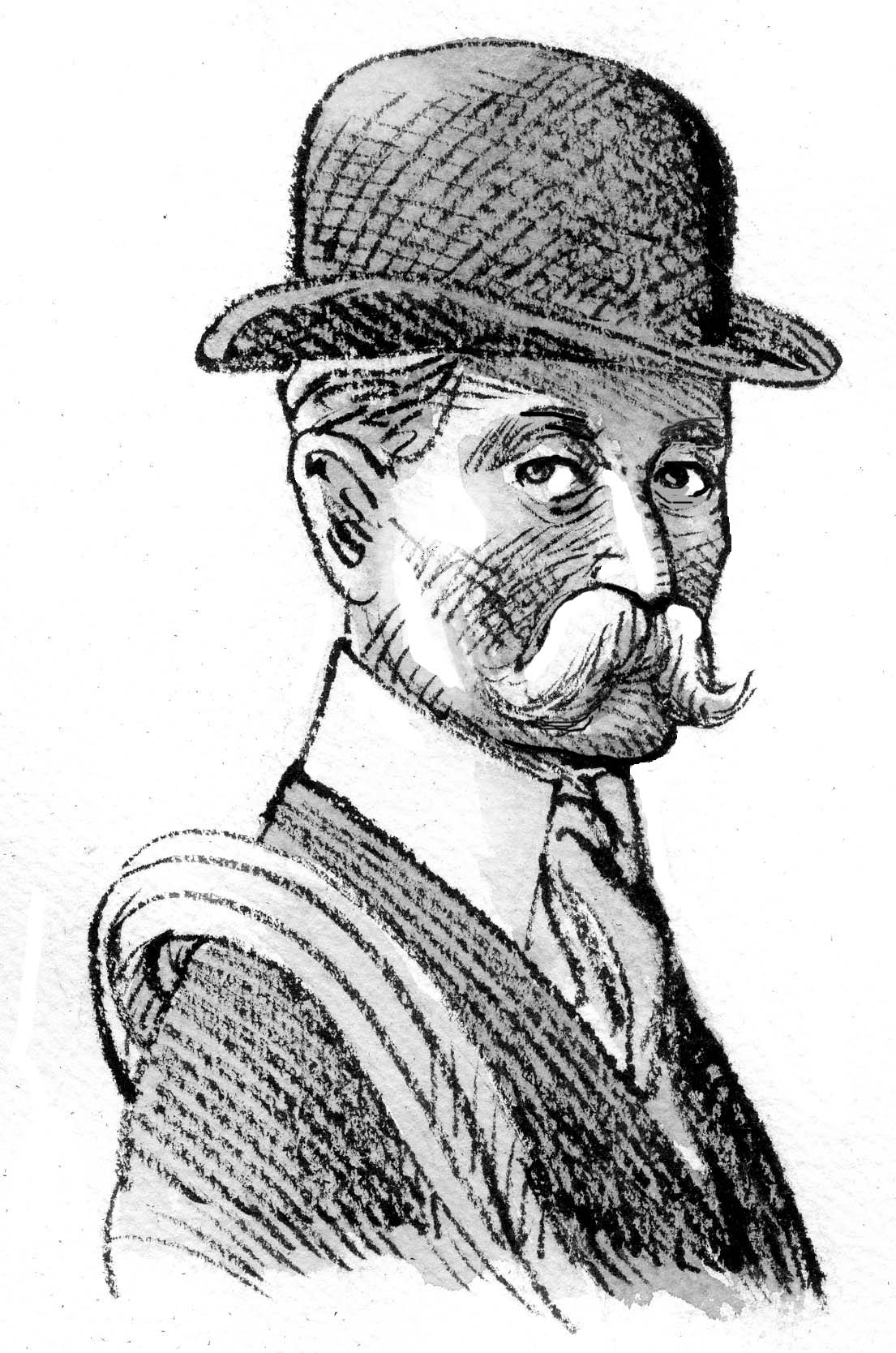
Henri Brulle (dessin de Jean-Claude Pertuzé).
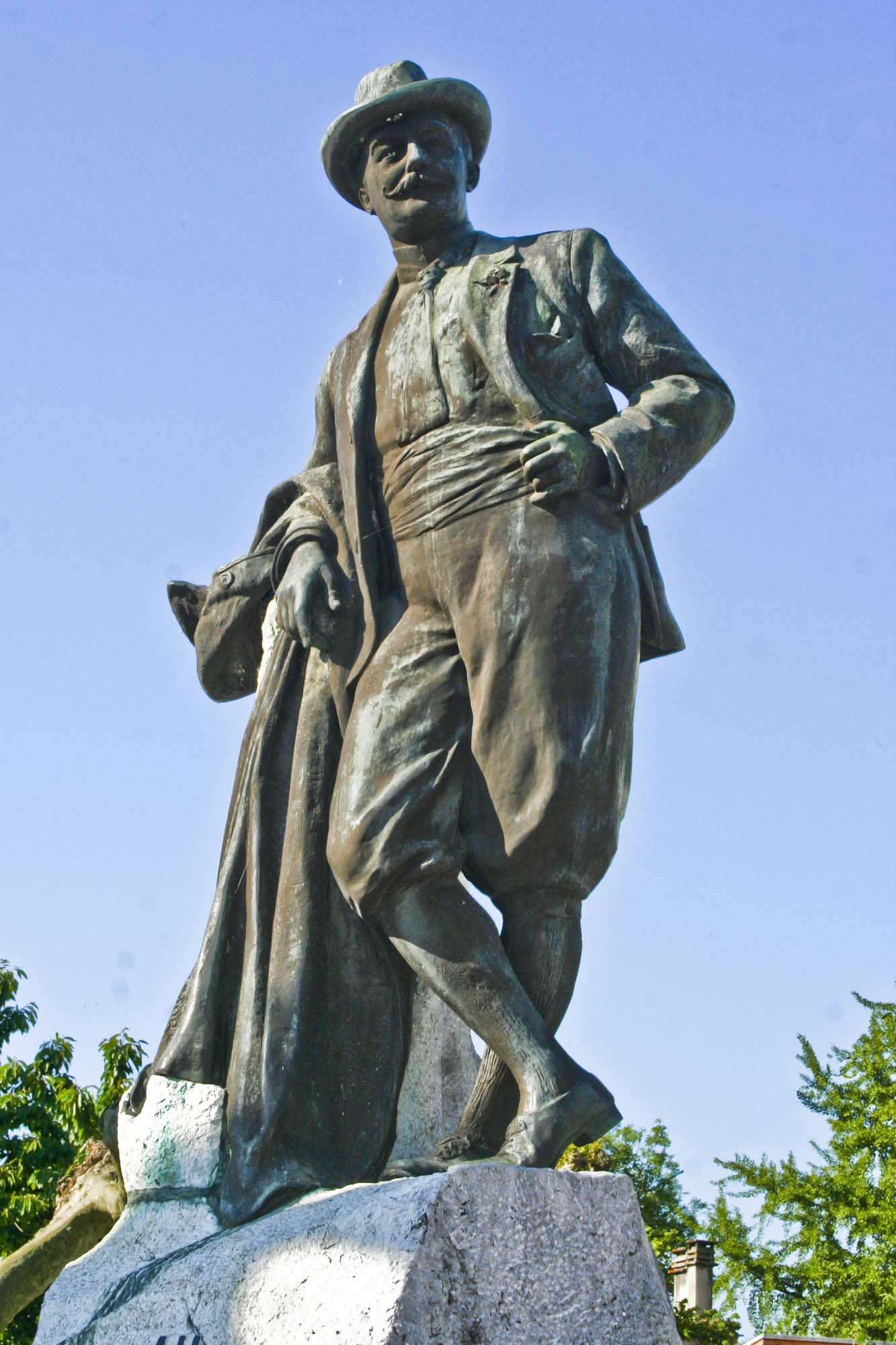
Bertrand de Lassus.

### Montagnard d'exception

#### Capacités physiques et adaptation à la montagne

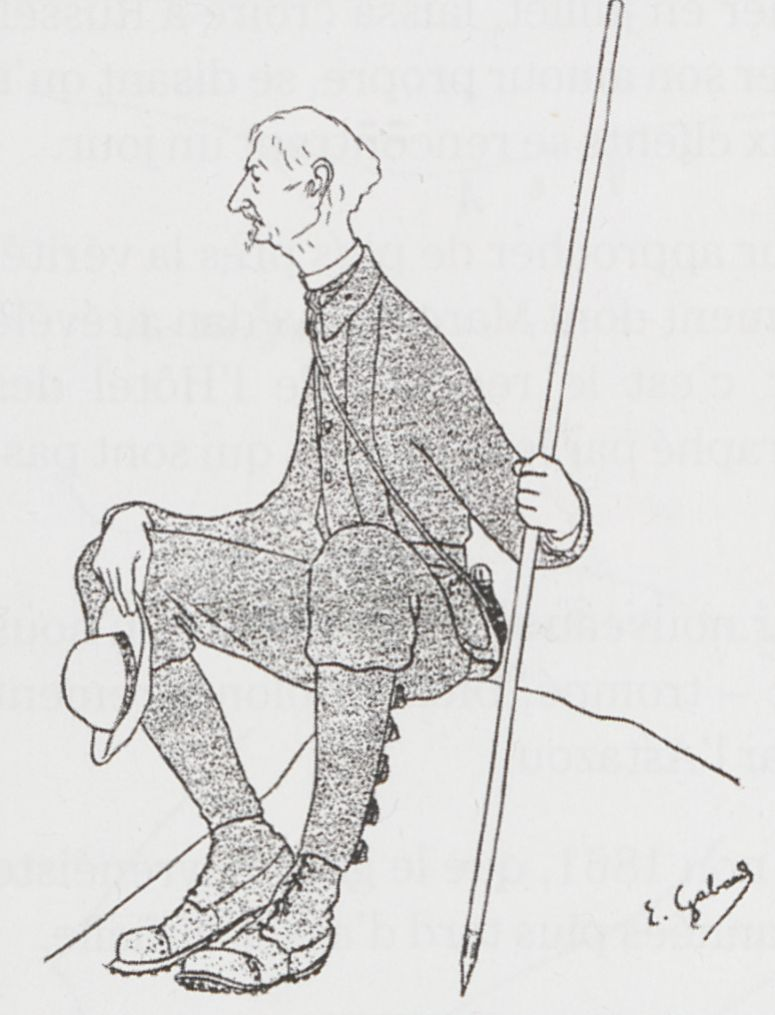
Henry Russell caricaturé par Ernest Gabard.

Tous les contemporains de Henry Russell s'accordent pour souligner ses excellentes capacités physiques. De grande taille pour son époque (1,82 mètre), il possède une silhouette fine et élancée dont l'effet est renforcé par des épaules tombantes et un long cou. L'écrivain Francis Jammes en dresse le portrait suivant : « Ses épaules tombantes, presque à pic, étaient faites pour s'engager dans les cheminées et les couloirs. Ses bras, très développés, pouvaient, tels des câbles, enlacer les aiguilles rocheuses, l'aider à se hisser avec la puissante aide de ses jambes en équerre et en levier. En lui siégeait une force élégante, irrésistible, qui dans l'antiquité en eût fait un modèle ».
Son corps longiligne et son endurance exceptionnelle font d'Henry Russell un grand marcheur capable de couvrir de longues distances avec un minimum de repos. Dans une lettre adressée à son frère Frank en 1858, il décrit l'impression qu'il donne alors aux habitants des vallées pyrénéennes : « Imagine-toi un marcheur féroce, deux fois plus grand que celui que tu as connu : rien ne m'arrête et dans toutes les vallées des Pyrénées […] il n'y a pas un habitant qui ne me montre à son voisin comme un prodige et un fantôme de l'autre monde ». À plusieurs reprises, Henry Russell effectue à pied et d'une traite les 43 km qui séparent Pau des Eaux-Chaudes, en vallée d'Ossau. De même en 1863, souhaitant gravir l'Aneto, il quitte Bagnères-de-Bigorre à pied pour rejoindre Luchon, 70 kilomètres plus loin. Comme il l'affirme lui-même, les marches de quinze heures lui paraissent des choses simples. Henry Russell possède en outre un appétit proverbial, reconnu de tous ses contemporains,.

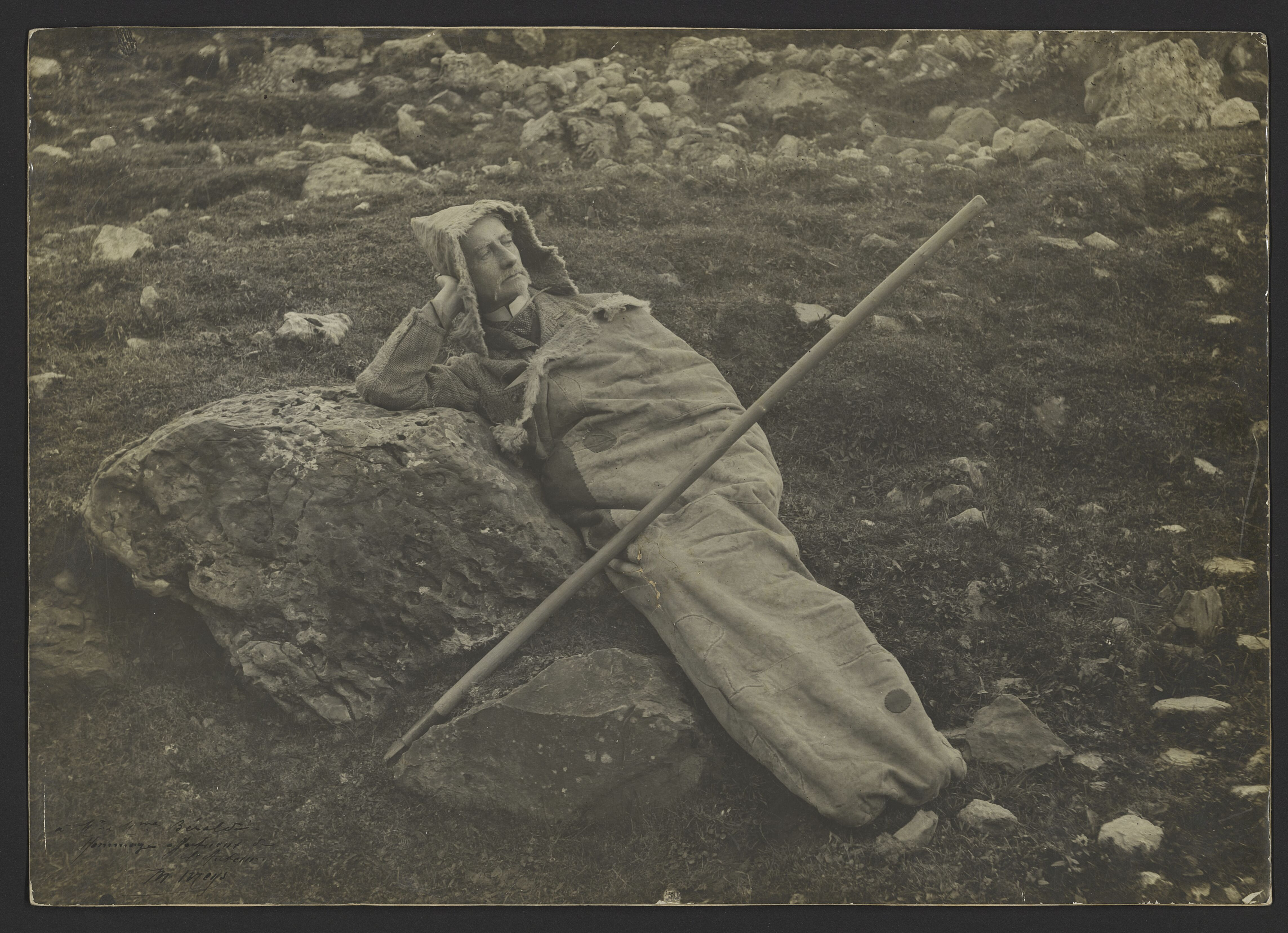
Henry Russell dans son sac en peau d'agneaux.

Capable d'endurer des conditions extrêmes, il se plait à passer ses nuits en altitude. Il utilise pour cela, sur la recommandation de son ami Charles Packe, un sac en peau d'agneaux dans lequel il s'engouffre à la nuit tombée pour s'isoler du froid, à la manière des bergers aragonais. De même, il ne se déplace jamais sans son bâton ferré, instrument qu'il juge indispensable pour assurer la sécurité du marcheur. Grand connaisseur de la montagne, Henry Russell est aussi capable d'estimer la hauteur d'un sommet sans le moindre instrument, en s'appuyant seulement sur la végétation, la nature de la neige ou des rochers, et la comparaison avec d'autres sommets connus.

#### Henry Russell, une figure du pyrénéisme

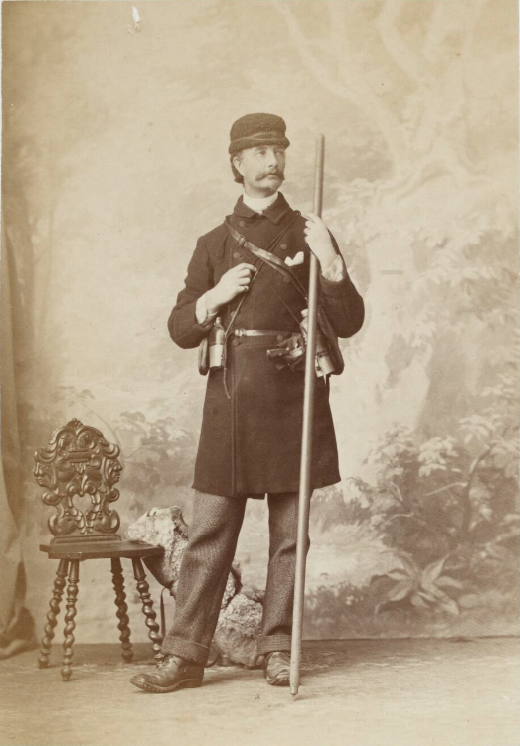
Henry Russell avec son équipement de montagnard.

Au XIXe siècle, les stations thermales des Pyrénées centrales figurent parmi les destinations à la mode et attirent une clientèle huppée venue de toute l'Europe. Pour autant, les touristes se contentent de découvrir les vallées ou des lieux qui représentent alors des passages obligés comme le cirque de Gavarnie ou le lac de Gaube. Rares sont ceux qui partent à l'assaut des sommets pyrénéens. Dans les années 1860, certains massifs sont aussi inconnus que le centre de l'Afrique et les cartes sont presque inexistantes,. Henry Russell s'inscrit dans les pas de Vincent de Chausenque, dont la lecture de l'ouvrage paru en 1834 agit comme un déclencheur, au point que Henri Beraldi affirme que « pyrénéistiquement Russell [est] le fils de Chausenque ». Malgré leur grande différence d'âge, les deux hommes entretiennent une relation épistolaire, Chausenque louant la réussite des courses de Russell.
En tant que membre fondateur de la société Ramond en 1864, et par le grand nombre d'articles qu'il écrit dans son Bulletin, Henry Russell encourage l'exploration des Pyrénées, dépassant la simple description d'une course pour aboutir à une œuvre littéraire et poétique célébrant la montagne sous toutes ses formes. L'historien Marcel Pérès le présente comme « l'icône des Pyrénées » et le compare au célèbre alpiniste britannique Edward Whymper, auteur de nombreuses premières dans les Alpes dont celle du Cervin en 1865. En 1875, le choix du Club alpin français de confier à Russell la rédaction du premier numéro de sa revue achève d'en faire la figure tutélaire du pyrénéisme. Dans son sillage se constitue un groupe de poètes-découvreurs que Beraldi qualifie de « Pléiade de pyrénéistes », à l'image de la célèbre Pléiade des poètes de la Renaissance,. Nombreux sont ceux qui revendiquent l'influence de Russell, comme le glaciologue Ludovic Gaurier, qui déclare dans ses mémoires : « Entraînés pas ses appels enthousiastes et par son exemple, nous avons voulu escalader ces cimes qu'il découvrit, et contempler les incomparable spectacles qu'il chanta. Sans un tel Maître, aurions-nous connu l'art de jouir pleinement de leurs beautés ? » Dans son ouvrage Montagne, en 1930, la dessinatrice et grande marcheuse Andrée Martignon affirme qu'elle doit sa vocation pyrénéenne aux écrits de Russell.
Son action en faveur du développement du pyrénéisme et ses nombreux écrits n'attirent pas seulement de nouveaux montagnards mais favorisent également le développement des stations thermales et des sites touristiques de la chaîne. Il possède sa chambre attitrée à l'hôtel de Voyageurs de Gavarnie, où se regroupent parfois de jeunes admirateurs désireux de partager la conversation de celui que Henri Brulle surnomme le « Patriarche du Vignemale ». Vers la fin du XIXe siècle, la célébrité du village est telle qu'il est comparé aux stations alpines de Chamonix ou Zermatt.

#### La fin du pyrénéisme romantique
Vers la fin du XIXe siècle, au moment où le comte Russell se fixe sur le Vignemale, émerge une génération de montagnards qui apportent une nouvelle vision de la conquête pyrénéenne, dans une approche de la montagne dite de difficulté. Dans un article paru en 1905 dans La Montagne, intitulé « L'Acrobatie dans les montagnes », il fustige cette conquête sportive très éloignée de son approche romantique, en l'assimilant à de l'excentricité. À cet égard, l'ascension du Vignemale par le couloir de Gaube réalisée en 1889 par ses amis Henri Brulle, Jean Bazillac et Roger de Monts, accompagnés des guides Célestin Passet et François Bernat-Salles, lui apparaît comme une folie. La création du trophée du Vignemale en 1904, une course depuis Cauterets jusqu'au sommet de la pique Longue puis retour, s'inscrit également dans cette logique et réduit selon lui la montagne en « un vulgaire stade pour athlètes en mal de records ».

Dans l'édition 1908 des Souvenirs d'un montagnard, Henry Russell apporte sa vision de la montagne : 

« Chacun a sa manière d'étudier, de gravir et d'aimer les montagnes. Pour moi, mes goûts n'ont pas changé ; et aujourd'hui comme il y a vingt-cinq ans, ma joie suprême consiste à faire de longs séjours bien à mon aise à de grandes altitudes, à y coucher par de belles nuits, et à rêver au misères de la plaine, à ses brouillards et à ses miasmes, sur des glaciers immaculés, sur des neiges virginales et dorées, où se promène solennellement la lune. Je n'y regrette aucune des inventions humaines qui font veiller, vieillir et quelquefois pleurer. Je suis heureux sans elles : car les tempêtes de l'Opéra ne valent pas celles du Grand Vignemale, le gaz est moins sublime que les éclairs, et entre les joies artificielles et celle d'être libre et bien portant, au sommet des montagnes, il y a toute la distance qui sépare le plaisir du bonheur. »

Dans la mesure où les montagnes sont naturellement dangereuses, il déplore la recherche du danger supplémentaire car, selon lui, « Le bon montagnard ne doit pas comme le soldat, braver la mort, et de tous les hommes, c'est peut-être celui qui devrait le plus se persuader que la prudence est mère de la sûreté ».
De même, bien qu'il admire le travail des topographes comme Franz Schrader et Léonce Lourde-Rocheblave qui perfectionnent la mesure des principaux sommets, Henry Russell conserve une certaine méfiance à l'égard de ceux qui veulent ainsi achever le « débrouillement géographique » de la chaîne. Il se montre également critique à l'égard de la politique du Club alpin qui accélère la construction de refuges en montagne, des bâtiments qui enlaidissent le paysage selon lui. Il leur préfère le creusement de grottes, plus à même de se fondre dans la beauté du décor. Il regrette aussi les différents aménagements destinés à faciliter à n'importe quel individu l'accès aux plus hauts sommets, comme la pose de barres de fer à la brèche de Tuquerouye. Sans se montrer hostile au développement d'une forme de tourisme qui rend la montagne accessible aux familles, il déplore le comportement irrespectueux de la plupart d'entre elles : « démocratiser [les montagnes] semble une profanation, pour ne pas dire un sacrilège ». Dès lors, la vision de Russell apparaît dépassée et revêtue d'un charme suranné, Henry Spont le décrivant comme « l'homme d'un autre âge ».

### Un homme distingué et raffiné

#### Le seigneur du Vignemale, un hôte d'exception

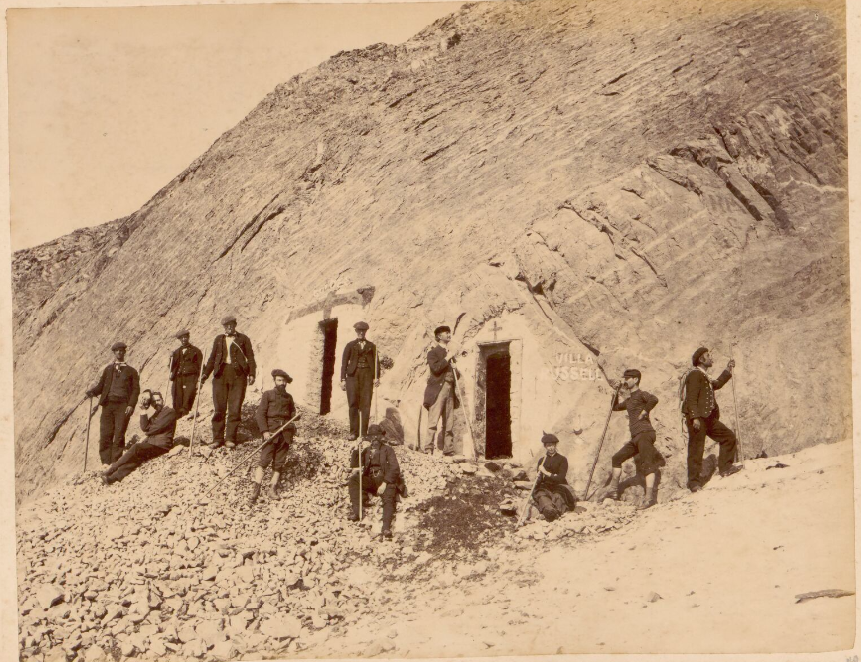
Henry Russell et ses guides devant la Villa Russell en 1882.

Doté lui-même d'un très grand appétit, Henry Russell veille à ce que ses invités ne manquent de rien pendant leurs séjours aux grottes du Vignemale. Tous s'accordent pour souligner la qualité de son accueil, comme en témoignent les nombreux messages laissés sur le livre d'or déposé au sommet de la pique Longue. Henry Spont le décrit comme « un voluptueux ami de la bonne chère ». Russell veut faire de ses grottes, malgré leur confort sommaire, de véritables palais, où il reçoit « à la manière d'un sultan égaré du fabuleux conte des Mille et Une Nuits », selon l'historien Marcel Pérès. Pour ses invités, le comte prévoit systématiquement des boissons chaudes, comme de la soupe, du thé, du chocolat, du café ou du punch brûlant, ainsi que de nombreux aliments solides en conserve. Ses guides effectuent régulièrement le trajet vers les villages en contrebas pour assurer le ravitaillement.
Henry Russell organise au Vignemale « quelques festins dignes de Lucullus », selon l'expression de sa biographe Monique Dollin du Fresnel, proposant entre autres plats du fricandeau à l'oseille, du bœuf à la mode, du veau, du mouton ou des harengs d'Écosse, le tout arrosé de quelques bouteilles de vin. Ces repas s'achèvent « dans la fumée aromatique des tabacs d'Orient », le comte prenant l'habitude de fumer un cigare après dîner comme il le fait au sommet des montagnes qu'il vient de gravir, en point d'orgue de l'ascension. Henri Brulle, l'un des invités les plus récurrents du comte, rapporte dans ses mémoires la valeur de ces agapes : « Méticuleuse était la préparation des séjours dans ses grottes. La question du ravitaillement était grave, car le châtelain troglodyte était de grand appétit et il aimait à recevoir. Aussi, quelle batterie de cuisine ! […] Les invitations avaient lieu par séries combinées avec un tact impeccable et c'étaient alors des réunions charmantes et inoubliables. Qui, du reste, parmi nous, les favorisés, n'affirmeraient que ces nuits furent les meilleures de sa vie ? » Connaissant les goûts de leur hôte, les invités de Russell lui apportent de nombreux cadeaux, à l'image de Bertrand de Lassus qui, venu passer une nuit à la grotte « Paradis » à l'été 1894, offre au comte quelques grands crus de Bordeaux comme des Rauzan-Gassies ou des Pontet-Canet, ainsi que des bouteilles de champagne Montebello, de xérès et de chartreuse.
Le 6 août 1888, Roger de Monts et Jean Bazillac font acheminer une tente, des lits, des fauteuils, des livres, des lanternes, des oriflammes, des costumes d'Esquimaux et de nombreux vivres. La tente est dressée sur la neige, face à la villa Russell, et reçoit le nom de « villa Miranda ». Pendant trois jours, les fêtes s'y succèdent dans un luxe stupéfiant à une telle altitude,.

#### Les plaisirs de la vie mondaine

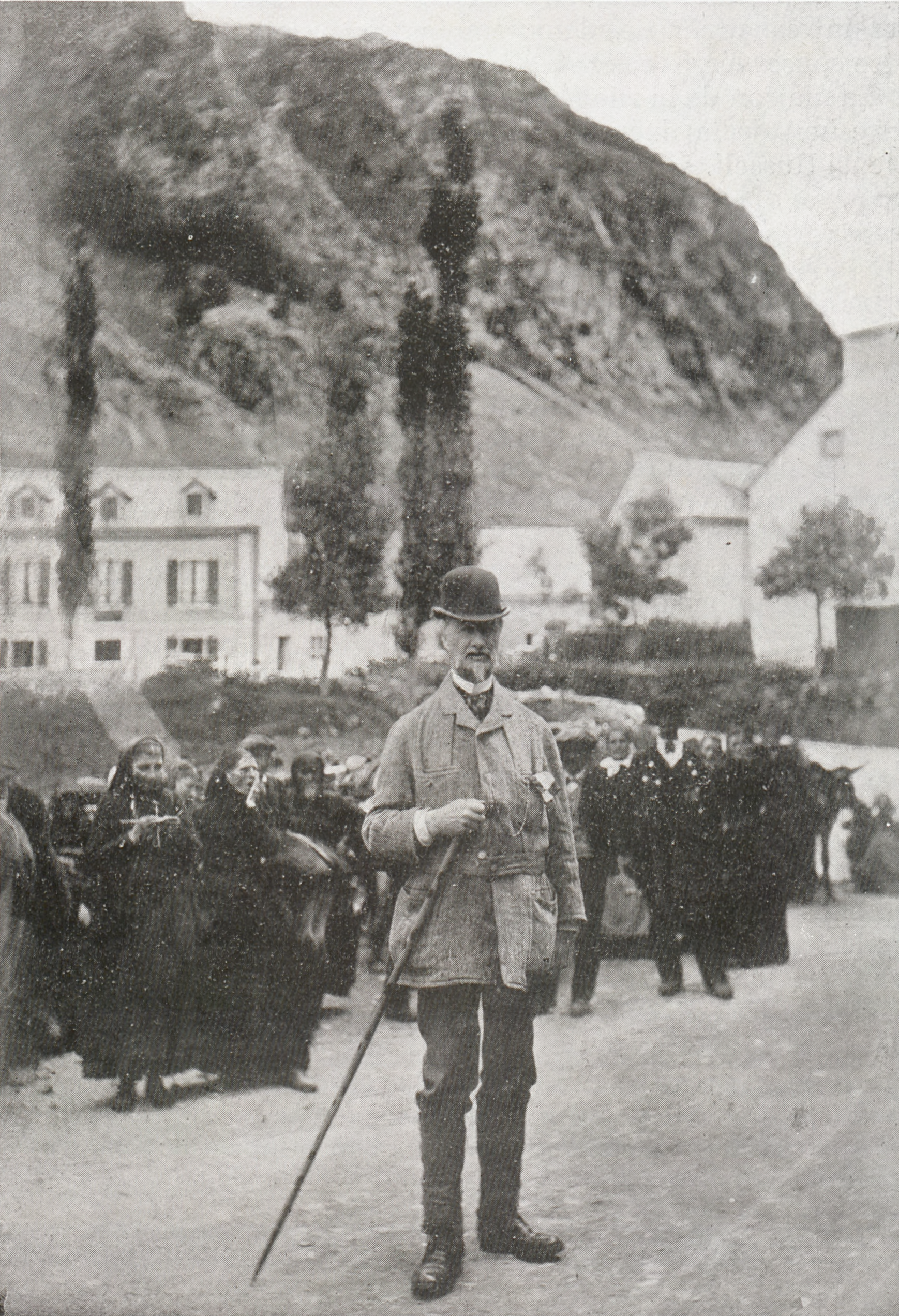
Henry Russell devant l'hôtel des Voyageurs de Gavarnie en 1903.

En dehors de ses expéditions estivales à travers la chaîne des Pyrénées, Henry Russell reste très attaché au plaisir de la vie mondaine, principalement à Pau où il réside d'octobre à juin depuis 1861 dans un appartement de la rue Marca. Il loge d'abord au second étage puis au premier après la mort de son père en 1875. La ville compte alors une forte colonie britannique venue profiter d'un climat sain et de la proximité des stations thermales, au point que de nombreuses boutiques du centre-ville proposent leurs produits dans les deux langues. Henry Russell fréquente d'ailleurs le Cercle anglais, qui se réunit depuis 1870 dans un immeuble de la place Royale. Il est physiquement reconnaissable à son visage pourvu d'une petite moustache et d'une barbiche caractéristique des notables du Second Empire. Excentrique, il aime porter des vêtements de couleurs vives. Il est décrit comme un homme affable, doté d'un grand sens de l'humour mais peu bavard, sauf quand il s'agit de raconter ses courses en montagne.
À Pau, Henry Russell s'adonne principalement à l'écriture en journée, mais ses nombreuses aventures en montagne et à travers le monde en font l'invité recherché de nombreuses réceptions mondaines. Il fréquente les salons de la bonne société paloise, les bals costumés, et participe à plusieurs reprises au Bal des célibataires, un des évènements mondains les plus célèbres de la ville, avec son frère Ferdinand revenu s'installer à Pau en 1869. Dans ses écrits, Henry Russell présente la ville comme un lieu idyllique, où l'on peut « s'y donner de grandes jouissances intellectuelles, scientifiques et artistiques ». Outre son affection pour Pau, il est aussi très attaché à la ville de Biarritz où, conservant l'habitude prise par ses parents, il passe quelques jours chaque année entre octobre et décembre. Comme à Pau, la présence britannique y est très importante et la vie mondaine active été comme hiver. Henry Russell descend le plus souvent à l'hôtel d'Angleterre, puis à la Villa Christine, propriété de son frère Ferdinand à partir de 1898.
Amateur de musique et pratiquant lui-même le violoncelle depuis sa jeunesse sur un Gagliano de 1732, le comte assiste assidument aux concerts donnés en matinée à l'hôtel de Gassion. Il se produit parfois lui-même dans des salons de la bonne société en compagnie de son ami Léandre Czerniewski, organiste de l'église Saint-Martin de Pau. Mélomane averti, il apprécie particulièrement l'ouverture du Guillaume Tell de Rossini, le Concerto pour violon en mi mineur, op. 64 de Mendelssohn, et plus généralement les œuvres de Frédéric Chopin, dont il perçoit les accents dans les bruits que lui offre la montagne, du cours des torrents aux cascades ou aux bourrasques de vent soufflant sur les sommets.

### L'amour impossible
Ayant rejoint sa famille en villégiature à Biarritz à la fin du mois de décembre 1857, au terme de son voyage en Amérique du Nord, Henry Russell y fait la connaissance d'une jeune anglaise, Maud, dont il s'éprend follement. Ses parents, comme le père de la jeune fille, un pasteur anglican, s'opposent à cette relation. Tous deux se rencontrent par hasard à Biarritz au début du mois de décembre 1865 et renouent rapidement malgré les années de séparation. Pendant toute la durée de son séjour sur la côte basque, jusqu'à la veille de Noël, Henry se rend chaque après-midi chez Maud, les deux amoureux partageant les mêmes goûts pour la lecture et la musique. Ils se retrouvent quelques mois plus tard, en mai, lorsque Maud vient passer quelques jours à Pau avec des amis de ses parents, avant de rentrer en Angleterre. Amoureuse passionnée, elle tente alors de convaincre son père d'accepter leur union, ce que ce dernier refuse : fermement opposé au mariage interreligieux, il considère par ailleurs que la fortune d'Henry, sans profession, est trop modeste pour assurer l'avenir du couple sur le plan financier. Les parents Russell répriment eux aussi la passion de leur fils, avançant les mêmes arguments religieux et financiers.
Déchiré par cette situation, Henry Russell rejoint Maud en Angleterre au mois d'août 1866 pour tenter de la convaincre de renoncer à sa religion. Après quelques jours à ses côtés dans la station thermale de Great Malvern, il rentre en France, la jeune femme ne pouvant se résoudre à désobéir à son père, bien que très éprise elle aussi. C'est à son retour à Paris qu'il décide de se consacrer entièrement aux Pyrénées, acceptant de vivre avec le souvenir de cet amour impossible. Henry Russell revoit une dernière fois Maud au printemps 1869 dans la petite ville de Totnes, avant que celle-ci ne se marie avec un protestant, conformément aux volontés de son père.

## Postérité

### Honneurs et distinctions reçus de son vivant
Les exploits montagnards de Russell lui apportent une grande notoriété : selon l'historien Marcel Pérès, le grand nombre de premières qu'il effectue lui ouvre « de son vivant les portes du panthéon pyrénéen ». Son ami Charles Packe, avec qui il effectue de nombreuses ascensions dans les Pyrénées, attribue le nom de pic Russell à l'un des sommets du massif de la Maladeta, situé au sud-est de l'Aneto, à 3 207 mètres d'altitude. Henry Russell en avait fait la première ascension en 1865.
Le magazine hebdomadaire français L'Illustration lui consacre un article dans son numéro du 1er octobre 1898, rédigé par son ami Bertrand de Lassus et illustré par des photographies de Maurice Meys.
Trois ans plus tard, en 1901, Henry Russell reçoit la Ordre national de la Légion d'honneur à titre étranger, lui qui avait repris sa nationalité britannique à l'issue de la guerre franco-allemande de 1870.

### Hommages et célébrations
Dans les jours qui suivent sa mort, de nombreux journaux publient sa nécrologie, aussi bien des titres de la presse locale comme Le Patriote des Pyrénées et Le Mémorial des Pyrénées que des quotidiens régionaux et nationaux comme Le Figaro, Le Temps, La Dépêche ou La Libre Parole, ainsi que le Washington Post aux États-Unis. Un article écrit par Henry Spont fait la une du Petit Journal le 11 février sous le titre « L'Ermite du Vignemale ». Le numéro de février 1909 de la revue Pyrénées-Océan illustré, dont le rédacteur en chef est Paul Mieille, un ami de Russell, lui est entièrement consacré.
Une souscription lancée par le Club alpin français permet de récolter la somme de 15 000 francs et de financer l'érection de la statue à son effigie à l'entrée du village de Gavarnie. Réalisée en bronze par le sculpteur bordelais Gaston Leroux, elle représente le comte assis, tenant un livre à la main et le regard portant au loin. Elle est inaugurée le 5 septembre 1911. Deux ans plus tard, le reliquat de la souscription permet de financer la pose d'une plaque en bronze à la grotte « Paradis », elle aussi réalisée par Gaston Leroux. En janvier 1942, la préfecture des Hautes-Pyrénées, sur ordre du secrétariat d'État à la Production industrielle dirigé par François Lehideux, ordonne le descellement de la statue de Russell pour qu'elle soit fondue et destinée à l'industrie de guerre allemande. Au début des années 1950, la section du Sud-Ouest du Club alpin lance une nouvelle souscription pour la remplacer. Le fils de Gaston Leroux ayant donné l'autorisation de reproduire l'œuvre de son père, la nouvelle statue est inaugurée le 20 juillet 1952.
Le 20 novembre 1910, le conseil municipal de Pau attribue le nom de Russell à une rue de la ville, tandis qu'une plaque de marbre est apposée sur la maison où il vécut, au 14 de la rue Marca. La ville de Tarbes  lui dédie elle aussi une rue, de même que Lourdes et Bagnères-de-Luchon, où une plaque est apposée sur la porte d'entrée des Thermes, son nom côtoyant ceux de Louis Ramond de Carbonnières et d'Alfred Tonnellé. Le 18 novembre 1934, à Toulouse, une plaque commémorant la naissance de Henry Russell est apposée sur la façade de sa maison natale, l'hôtel de Malaret. Ce bâtiment est finalement démoli lors des travaux d'aménagement du quartier Saint-Georges dans les années 1950. Deux ans plus tard, la place de la Gravette, dans le quartier du Busca, prend son nom. Bagnères-de-Bigorre compte également une place Henry-Russell, tandis que la plaque apposée un temps sur la maison où il vécut dans sa jeunesse, rue des Pyrénées, est offerte à la société Ramond.

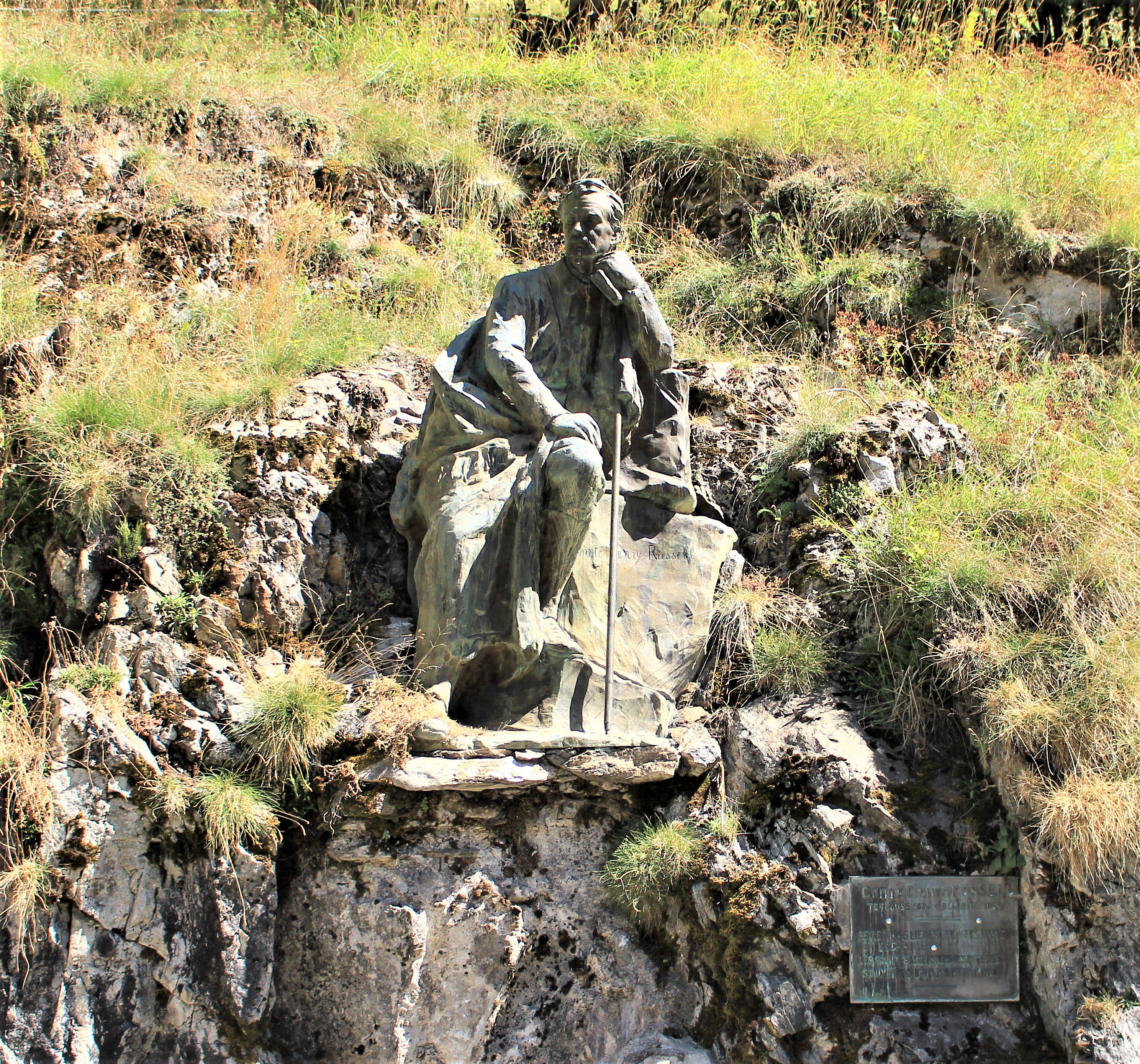
La statue de Gavarnie.

Après la Première Guerre mondiale, les hommages à Russell se multiplient. Les grands écrivains Francis Jammes et Saint-John Perse décrivent tous deux leur rencontre avec le pyrénéiste. En 1926, le docteur Georges Sabatier publie la première biographie consacrée à Russell, puis en 1930 paraît Le Russell de la jeunesse, un livre écrit par Paul Mieille dans un but éducatif, cependant qu'une nouvelle édition des Souvenirs d'un montagnard est publiée à l'initiative de Georges Sabatier et Louis Le Bondidier. Ce dernier, fondateur et conservateur du Musée pyrénéen de Lourdes, fait ériger une statue devant le château fort qui en abrite les collections, dont de nombreux objets ayant appartenu à Russell. La statue, semblable à celle de Gavarnie bien que réduite au quart de sa taille, est elle aussi exécutée par Gaston Leroux. Elle tire son originalité de son socle, composé de pierres rapportés des principaux sommets de la chaîne par des amis ou des admirateurs de Russell. L'œuvre est inaugurée le 19 août 1934, au cours d'une cérémonie présidée par Pierre Gerlier, évêque de Tarbes et de Lourdes, qui s'inscrit dans le cadre des célébrations du centenaire de la naissance du pyrénéiste.
Le 30 juillet 1959, le château fort de Lourdes rend un nouvel hommage à Russell au cours d'une journée de la montagne et de l'amitié franco-irlandaise, organisée sous l'égide de la conservatrice du musée, Margalide Le Bondidier.
En 2022, la réalisatrice Laurence Fleury lui consacre un film, Henry Russell, le fiancé des Pyrénées. D'une durée de quatorze minutes, il est diffusé sur Arte le 7 mars 2022 dans le cadre de l'émission Invitation au voyage,.

### Premières ascensions
Comme le souligne sa biographe Monique Dollin du Fresnel, il paraît difficile de dresser une liste exhaustive des ascensions réalisées par Henry Russell dans les Pyrénées. Cependant, de 1858 à 1885, il effectue une trentaine de premières, seul ou accompagné de guides :
- 1858 :
  - Pic d'Ardiden (2 988 mètres)[116].
  - Mont Perdu par le col d'Astazou (3 348 mètres), avec Laurent Passet[116].
- 1864 :
  - Pic Carlit (2 921 mètres)[117],[116].
  - Pic des Gourgs-Blancs (3 129 mètres), avec Jean Haurillon[116].
  - Pic de Lustou (3 023 mètres)[116].
  - Cylindre du Marboré (3 328 mètres), avec Hippolyte Passet[116].
  - Pic de Font Blanca (2 903 mètres), avec Charles Packe[118].
- 1865 :
  - Pic Russell (3 205 mètres), avec Charles Packe[116].
- 1867 :
  - Cap du Seil de la Baque (3 091 mètres), avec Firmin Barrau et J.S. Streatfield[116].
  - Pics d'Enfer (sommet ouest, 3 075 mètres), avec Jean-Marie Sarrettes[116].
- 1868 :
  - Pic d'Albe (3 112 mètres), avec Jean Haurillon[116].
- 1869 : 
  - Vignemale (3 298 mètres) : première ascension hivernale avec Hippolyte et Henri Passet[116].
  - Montardo (pointe ouest, 2 980 mètres)[116].
- 1872 : 
  - Mont Perdu (voie est) avec Célestin Passet[116].
- 1874 :
  - Pic d'Anayet (2 574 mètres) avec Camy et Santiago[116].
  - Grande Fache (3 005 mètres), avec Latour[116].
  - Gabiétous, 3 031 mètres, avec Célestin Passet[116].
- 1875 : 
  - Bisaurín (2 669 mètres) avec Gil Narcisse[116].
- 1877 : 
  - Maladeta (pointe ouest, 3 254 mètres), avec Célestin Passet[116].
  - Pic des Tempêtes (3 295 mètres), avec Célestin Passet[116].
- 1878 :
  - Pic d'Eristé : pointe sud (3 041 mètres), seul, et pic central (3 053 mètres) avec Firmin Barrau[116].
  - Robiñera (3 001 mètres), avec Célestin Passet[116].
- 1879 :
  - Petit Astazou (3 012 mètres), avec Célestin Passet[116].
  - Pointe de Literole (3 132 mètres), avec Célestin Passet[119].
  - Tuc de Molières (3 010 mètres), avec Barthélémy et Firmin Barrau[116].
- 1880 :
  - Col Maudit (3 198 mètres), avec Firmin Barrau[116].
  - Pic d'Aragüells (3 037 mètres), avec Firmin Barrau[116].
- 1881 :
  - Pic du Milieu (Maladeta) (3 340 mètres), avec Firmin Barrau et Célestin Passet[116].
- 1882 :
  - Pics de Clarabide (3 020 mètres), avec Firmin Barrau et Célestin Passet[116].
  - Dent d'Albe (3 136 mètres), avec Barthélémy Courrèges[116].
- 1883 :
  - Pics de Tapou : Grand Pic (3 150 mètres et Pic du Milieu (3 130 mètres, avec Mathieu Haurine et Pierre Pujo[120].
- 1885 :
  - Pic Lardañita, 3 150 mètres, avec Pierre Barrau et André Subra[116].

Exemples de sommets dont Henry Russell a effectué la première ascension.
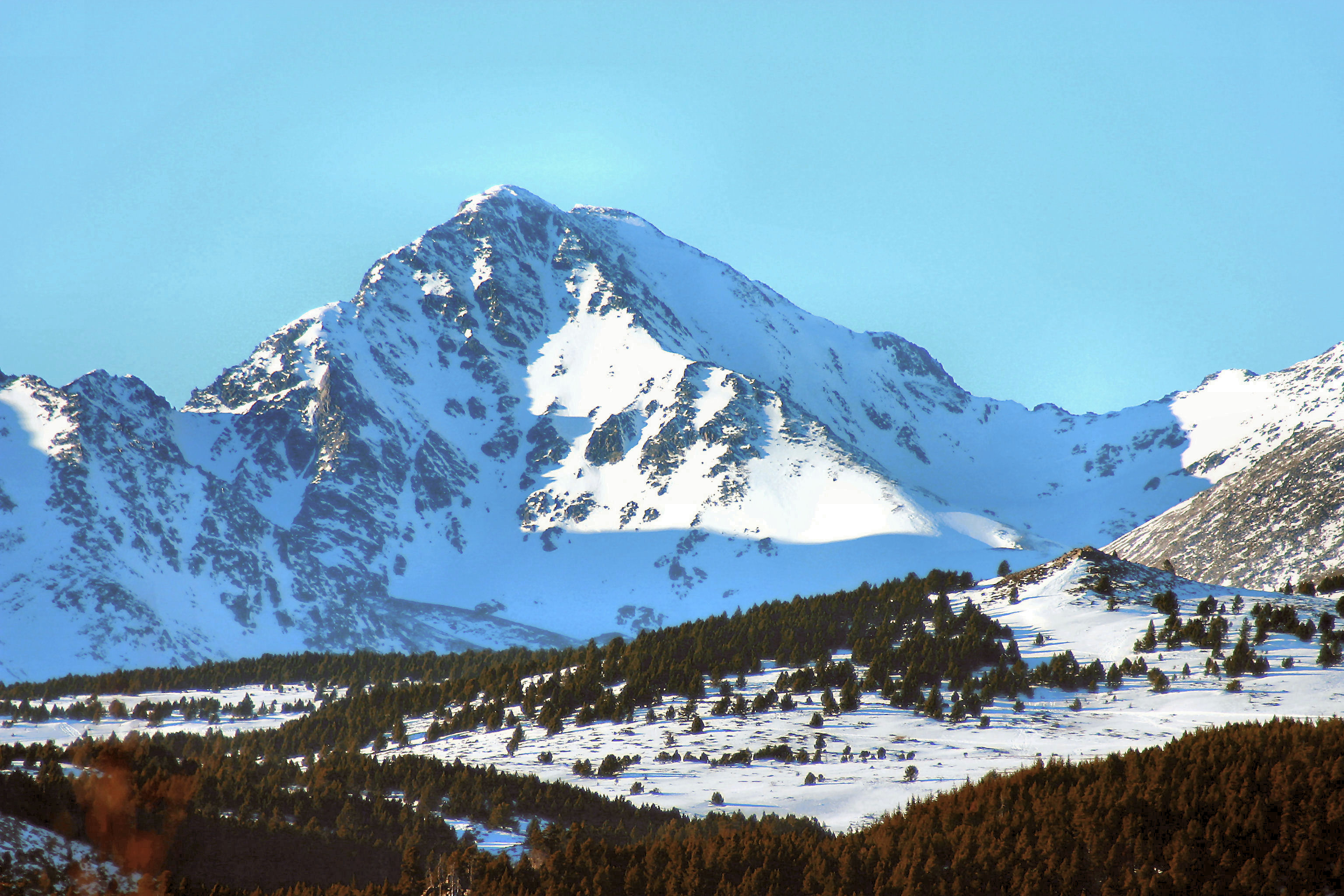
Pic Carlit.
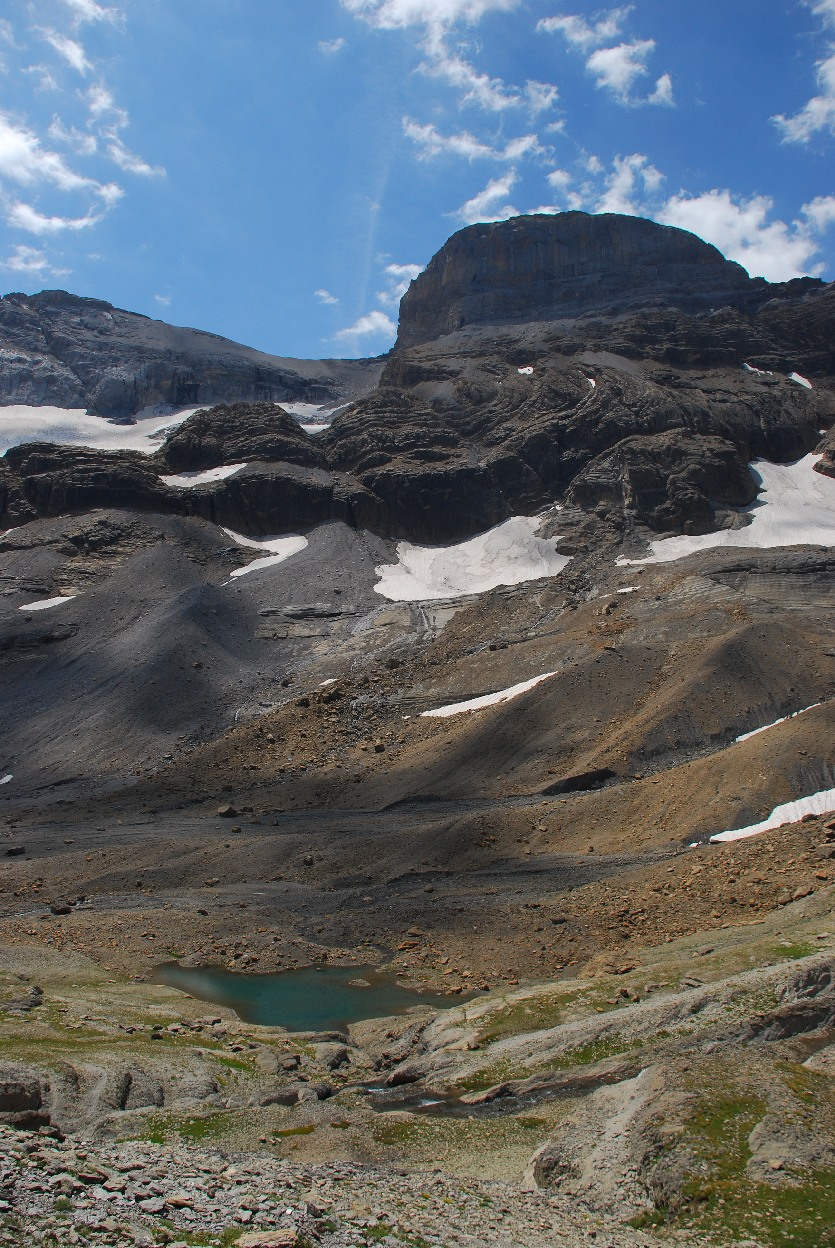
Cylindre du Marboré.
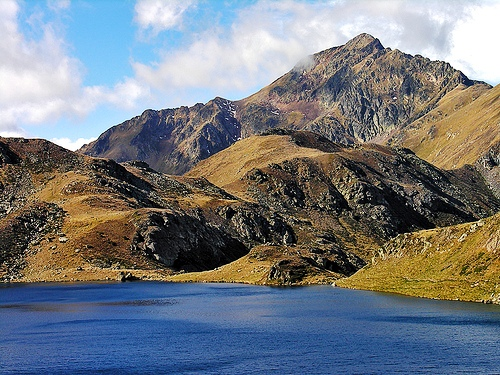
Pic de Font Blanca.
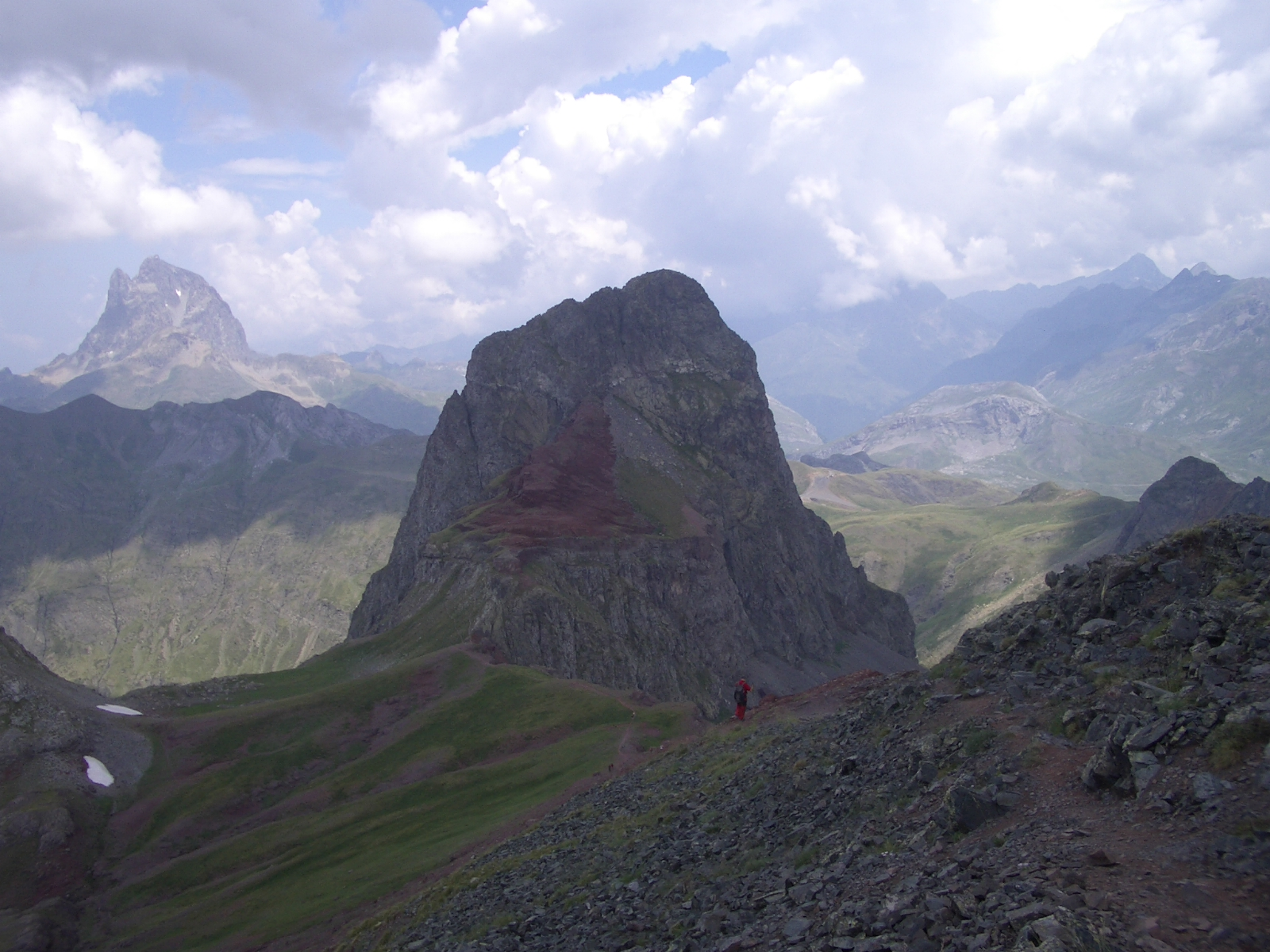
Pic d'Anayet.
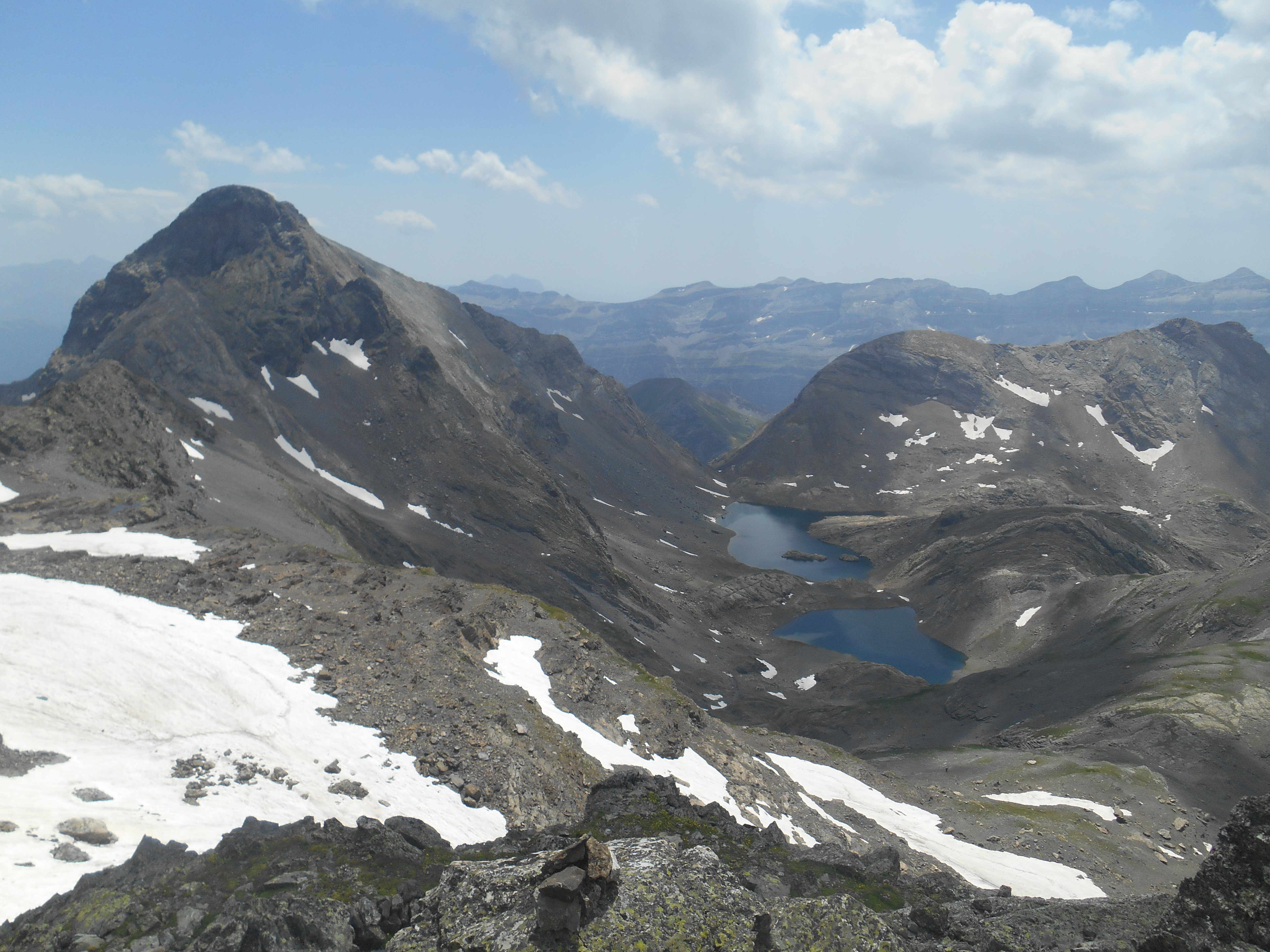
Robiñera.

## Œuvres

### Chronologie

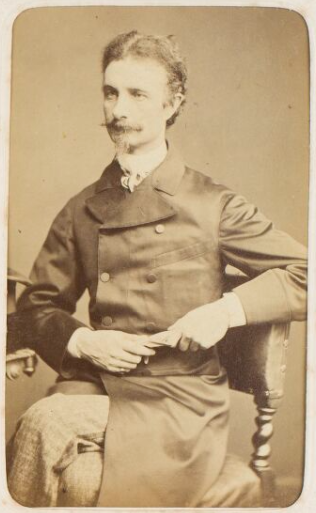
Henry Russell photographié par Maurice Gourdon.

Inspiré par les nombreux récits d'aventure qu'il lit dans sa jeunesse, Henry Russell ressent très tôt le besoin d'écrire pour partager ses découvertes et ses impressions. De sa scolarité au Clongowes Wood College, il conserve l'habitude de noter ses observations sur des carnets, qu'il reprend ensuite pour les retravailler et aboutir à des récits cohérents. Ses œuvres peuvent être classées en trois catégories : les récits de voyage (1858-1875), les guides touristiques (1865-1873) et les écrits consacrés à la montagne (1871-1908).

#### Les récits de voyage
Son premier ouvrage paraît en 1858, à la suite de son voyage en Amérique du Nord, sous le titre Notes par voies et chemins dans le Nouveau Monde. Cet ouvrage, imprimé à compte d'auteur chez Dossun à Bagnères-de-Bigorre, consiste en un recueil de six articles parus quelques mois plus tôt dans Le Mémorial des Pyrénées. L'auteur relate plus longuement son autre voyage en Asie et en Océanie, qui paraît en 1864 en deux volumes de 427 et 428 pages aux éditions Hachette sous le titre Seize mille lieues à travers l'Asie et l'Océanie, tirés à 2 000 exemplaires. Cet ouvrage fait l'objet de commentaires assez divers : le Journal des débats y consacre deux articles, l'un plutôt critique de la part d'Émile Deschanel, l'autre plus favorable sous la plume de Jean-Jacques Ampère, tandis que Charles de Mazade en fait l'éloge dans La Revue des Deux Mondes. Ces différentes critiques apportent à Russell une certaine notoriété auprès d'un public cultivé, cependant que Jules Verne reprend sa description de la ville de Tomsk dans Michel Strogoff, paru en 1867. Françoise Besson évoque même l'hypothèse que Russell ait pu servir de modèle à Phileas Fogg, le héros de son roman Le Tour du monde en quatre-vingts jours, paru en 1872,, une idée reprise par l'historien Marcel Pérès. Grâce à l'appui du général Nikolaï Mouraviov-Amourski, le second ouvrage de Russell fait l'objet d'une édition en russe, publiée en 1871 à Saint-Pétersbourg, suivie d'une seconde en 1875.

#### Guides touristiques et roman non diffusé
Entre 1865 et 1871, Henry Russell publie plusieurs ouvrages à destination des touristes désireux de découvrir les Pyrénées ou la côte Basque. Les Grandes ascensions des Pyrénées d'une mer à l'autre, paru conjointement chez Hachette et Privat en 1866, constitue un guide à l'usage des montagnards éprouvés, apportant quantité de d'informations pratiques comme les durées des ascensions, les différents itinéraires possibles et l'évaluation des difficultés. Bien que peu vendu, cet ouvrage figure parmi les premiers grands livres de la littérature pyrénéiste, aux côtés de ceux de Vincent de Chausenque (Les Pyrénées, ou Voyages pédestres dans toutes les régions de ces montagnes depuis l'Océan jusqu'à la Méditerranée) et de Charles Packe (Guide to the Pyrenees). Henry Russell écrit ensuite des guides touristiques à l'usage de la communauté britannique. Deux d'entre eux, Pau and the Pyrenees et Biarritz and Basque Countries, parus en 1871 et 1873, sont réunis en un seul et même ouvrage en 1890.
Henry Russell est également l'auteur, en 1871, d'un roman autobiographique qui raconte de manière codée, à travers les personnages d'Arthur et d'Isabelle, l'histoire de son amour impossible avec Maud. Henry Russell puise dans l'expérience de ses différents voyages pour dresser le portrait de son héros, tout en incluant des épisodes imaginaires. Ce livre, intitulé Histoire d'un cœur, apparaît comme une sorte d'exutoire pour son auteur qui, conscient de la faible qualité de l'ouvrage sur le plan littéraire, détruit par le feu la plupart des exemplaires peu de temps après leur impression.

#### LesSouvenirs d'un montagnard
En 1878, Henry Russell publie la première édition de son œuvre majeure, Souvenirs d'un montagnard. Ce livre, présenté par son auteur comme une autobiographie, se compose de deux parties distinctes, la première étant consacrée à des réflexions pratiques, générales et philosophiques sur les plaisirs et les dangers de la montagne, la seconde retraçant ses différentes courses en montagne par ordre chronologique. Imprimé à compte d'auteur à Pau chez Vignancour, l'ouvrage est interdit à la vente, Russell se réservant le droit de l'offrir à ses amis. L'auteur étant peu satisfait de cette première édition, il décide d'en détruire les derniers exemplaires. Une légende entretenue notamment par Henri Beraldi et Georges Sabatier veut qu'il les ait jetés dans le gave de Pau depuis le pont de Jurançon, ce qui vaut à cette édition d'être dite « du Gave », mais Russell les détruit en réalité par le feu, dans la cheminée de son appartement. En 1888, il fait paraître une nouvelle édition des Souvenirs d'un montagnard qu'il qualifie de première, cherchant ainsi à effacer celle de 1878. La relation de ses ascensions y est alors présentée selon un plan géographique, d'Ouest en Est, tout en séparant les sommets français des sommets espagnols.
À la fin de sa vie, Henry Russell entreprend une nouvelle version de l'ouvrage qu'il conçoit comme un livre-testament. Il y ajoute une troisième partie, intitulée « Varia », dans laquelle il rassemble une foule d'articles écrits par ses soins les années précédentes et qui abordent des thèmes aussi variés que la météorologie, des réflexions philosophiques ou la présentation de lieux chers à son cœur. L'ouvrage intègre de nombreux passages de Pyrénaïca, publié entre-temps, en 1902.

### Style
Monique Dollin du Fresnel décrit le style littéraire de Henry Russell comme « l'alliance de la description la plus exacte, fruit d'une scrupuleuse observation, et d'un lyrisme romantique et passionné, qui pouvait se révéler parfois même excessif ». Par son contenu, sa structure et son style, Souvenirs d'un montagnard est un ouvrage inclassable qui donne naissance à ce que le pyrénéiste Maurice Heid nomme le « russellianisme ». Selon François Besson, ce qui distingue Henry Russell des autres écrivains de voyage de son époque, « c'est sa manière d'intégrer la couleur à une écriture de la montagne elle-même » : « Russell peint la montagne, écrit avec les formes et les couleurs de la montagne et non sur elles. Il ne décrit pas, il reproduit une écriture-peinture ». Elle précise que « lorsque Russell décrit un paysage, c'est sa vie qu'il inscrit dans celui-ci et le paysage devient autobiographie ».
Ses contemporains saluent son talent d'écrivain, comme Ludovic Gaurier, qui fait l'éloge de sa prose musicale, ou le géographe et alpiniste Franz Schrader : « La flamme qui brûlait en lui a été contagieuse, et, bien qu'il soit resté seul capable, jusqu'à présent, d'exprimer la magie des montagnes ensoleillées et des plaines éblouissantes sur lesquelles descend le soleil couchant, il a appris à d'autres à sentir ce qu'il avait senti. » Contemporains de nombreux auteurs romantiques, Henry Russell s'en inspire librement.  Pour Anne Lasserre-Vergne, « certaines de ses pages ont des accents lamartiniens, notamment quand il évoque sa communion avec la nature ou la fuite inexorable du temps ». Elle salue son art de la mise en scène et précise que certaines de ses descriptions s'apparentent à des tableaux de Rosa Bonheur ou des livres de George Sand : « Russell donne à voir les paysages par des touches très personnelles : les lieux et les impressions, intimement mêlés, ne font plus qu'un ». Jean Fourcassié décèle l'influence de François-René de Chateaubriand dans les écrits de Russell, tout en reprochant à l'auteur d'en abuser : « Dans les passages où il veut être grand, l'impression juste, le mot évocateur ne lui manquent pas, et c'est une joie pour nous de les retrouver ; mais il lui arrive d'ajouter, de surcharger, de gonfler son texte initial, et alors cette impression juste, ce mot évocateur, ne frappent plus le profane : ils sont comme recouverts d'un vernis brillant qui empêche de retrouver l'énergique vérité de l'émotion ».
Il reconnaît néanmoins en lui un grand écrivain, qui demeure inconnu du grand public dans la mesure où il s'adresse avant tout à un public d'initiés : « Russell est toujours resté un peu guide. Il ne manque presque jamais, quand il cite un pic, d'indiquer sa hauteur exacte ; quand il raconte une ascension, d'en noter l'horaire, la date, les menues circonstances ; de donner les noms des porteurs, ou même parfois de l'épicier qui lui fournit les poulets, le pain et le vin. Tout cela nous passionne parce que nous sommes de la famille ; un lecteur profane le trouve sans intérêt ». L'obsession de la température et du climat transparait dans tous les écrits de Russell qui agrémente chacun de ses récits de précisions météorologiques, au point de consacrer deux ouvrages à ce thème. Par ailleurs, dans ses écrits, Henry Russell accorde une large place au lecteur, engageant avec lui la conversation, prévenant ses impressions ou anticipant ses réactions. Pour Anne Lasserre-Vergne, ce procédé n'est pas sans rappeler Jacques le Fataliste et son maître, l'œuvre de Diderot.
Sur un autre plan, les œuvres de Russell témoignent d'un humanisme et d'une compassion assez rare de la part d'un Européen de cette époque. Ainsi dans Notes par voies et chemins dans le Nouveau Monde, il propose une analyse très moderne du sort des Amérindiens : « L'abrutissement, la dégradation inouïe auxquels on les a réduits sont une grande tache et un grand reproche pour la jeune et puissante république des États-Unis ». Il en fait de même à l'égard des esclaves noirs rencontrés dans les plantations en Louisiane, puis livre des réflexions sur les similitudes de pensée entre christianisme et bouddhisme dans son second ouvrage : « Une grande vérité doit vivement frapper dans ses voyages tout être qui pense et qui réfléchit ; c'est qu'il y a bien moins de différences entre les hommes qu'on ne l'imagine ; l'homme et son cœur, quelle que soit sa physionomie, sont toujours les mêmes ».

### Liste des publications
De 1858 à 1908, Henry Russell publie de nombreux ouvrages, le plus souvent imprimés à compte d'auteur. Certains sont réédités à titre posthume.
- Notes par voies et chemins dans le Nouveau Monde, Bagnères-de-Bigorre, Imprimerie Dossun, 1858.
- Seize mille lieues à travers l'Asie et l'Océanie, 2 vol., Paris, Hachette, 1864.
- Les Pyrénées, les ascensions et la philosophie de l'exercice, Pau, Imprimerie Vignancour, 1865.
- Les Grandes ascensions des Pyrénées d'une mer à l'autre, guide spécial du piéton, orné de 12 cartes, Paris, Hachette et Toulouse, Privat, 1866.
- (en) A Fortnight in the Pyrenees (Luchon to San-Sebastian), Pau, Imprimerie Vignancour, 1868.
- Histoire d'un cœur, Bayonne, Imprimerie Lamaignère, 1871.  — Ouvrage anonyme et non mis en vente.
- (en) Pau and the Pyrenees, Londres, Longmans, Green and Co., 1871 (lire en ligne).
- (en) Biarritz and Basque Countries, Londres, Edward Stanford, 1873 (lire en ligne).
- Souvenirs d'un montagnard, Pau, Imprimerie Vignancour, 1878 (lire en ligne)  — Édition dite « du Gave ».
- Souvenirs d'un montagnard, Pau, Imprimerie Vignancour, 1888.
- Pau, Biarritz, Pyrénées, Pau, Imprimerie Vignancour, 1890.
- Histoire et vicissitudes de mes grottes du Vignemale, Pau, Imprimerie Vignancour, 1895.
- Les Prévisions du temps,  Pau, Imprimerie Vignancour, 1901.
- Pyrénaïca,  Pau, Imprimerie Vignancour, 1902.
- (en) Meteorology of Pau, during fifteen winters (November 1866 to March 1901), Pau, Imprimerie Vignancour, 1903.
- L'Art de gravir et d'explorer les Pyrénées, Pau, imprimerie Vignancour, 1904.
- Mes voyages (1856-1861), Extraits de l'ouvrage épuisé : 16000 lieues à travers l'Asie et l'Océanie, Pau, Imprimerie Vignancour, 1906.
- Souvenirs d'un montagnard, deuxième édition revue et corrigée, Pau, Imprimerie Vignancour, 1908.
- Souvenirs d'un montagnard, 2 vol., Toulouse, Privat, Paris, Henri Didier, 1930.  — Texte de l'édition de 1908, publiée avec l'autorisation des comtes Frank et Maurice Russell.
- Le Vignemale et autres textes, avant-propos de Didier Lacaze, coll. « De Mémoire », Bordeaux, L'Horizon chimérique, 1990.

Outre ces différents ouvrages, Henry Russell est l'auteur de nombreux articles. Les premiers sont publiés dans Le Mémorial des Pyrénées à l'issue de son voyage en Amérique du Nord en 1858, puis en 1860, il décrit quelques épisodes de son expédition en Russie et en Chine dans le magazine The Englishman de Calcutta. Par la suite, Henry Russell écrit de façon régulière pour le Bulletin de la société Ramond entre 1866 et 1906, tout en signant d'autres articles pour des périodiques locaux : ainsi paraît « L'Avenir du Vignemale » dans la Gazette de Cauterets le 5 août 1886, ou encore « Côte d'Émeraude » dans le Bulletin mensuel de Biarritz-Association en avril 1907.